# Tatra
Tatra (oficiálně TATRA TRUCKS a.s.) je český výrobce nákladních, vojenských a speciálních automobilů sídlící v Kopřivnici v Moravskoslezském kraji. Jde o třetí nejstarší (1897) existující automobilku na světě – starší jsou pouze značky Peugeot (1889) a Mercedes-Benz, dříve Daimler (1886). Většinový vlastník podniku je od roku 2013 holding Czechoslovak Group.

## Historie Tatry

### Firma Ignáce Šustaly

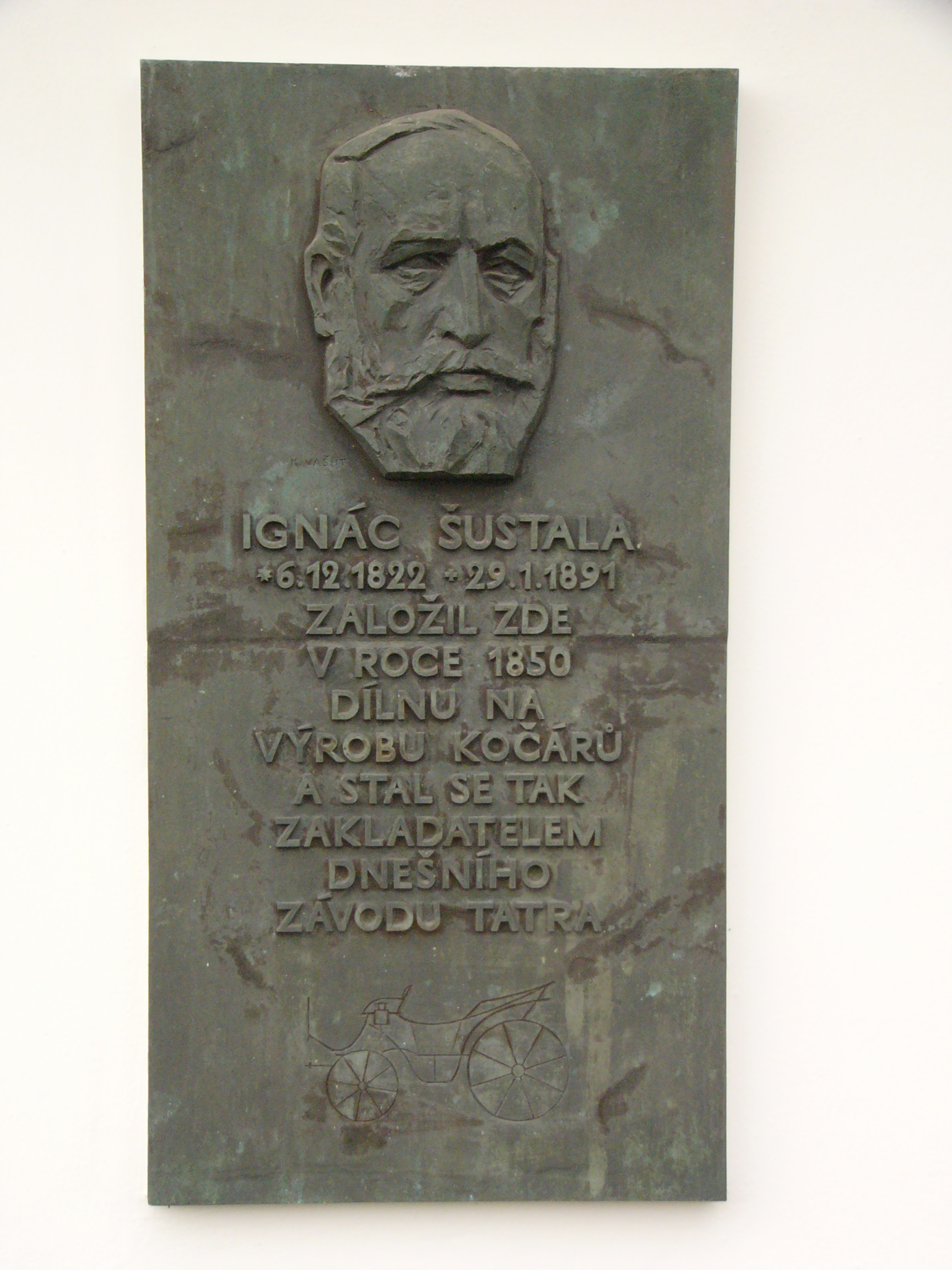
Pamětní deska Ignáce Šustaly – Muzeum Fojtství v Kopřivnici

Historie firmy začíná v roce 1850, kdy se z několikaleté praxe ve Vídni vrátil kopřivnický sedlář Ignác Šustala (v tehdejší úřední němčině Ignaz Schustala). Jeho bratr Jan Schustala, kopřivnický fojt, mu v rodinném hospodářství přidělil k užívání hospodářskou budovu (stodolu), ve které Ignác vybudoval dílnu o rozměrech 6×7 m s předsíní o rozměrech 3×3,7 m a v ní se dvěma pomocníky postavil první kočár. Následovala obrovská poptávka po kočárech, následkem čehož se v samotné dílně brzy prováděly pouze některé montážní a dokončovací práce, zatímco převážná část dílčích prací se odehrávala na dvoře fojtství a do výroby byli manufakturním způsobem zapojeni i další kopřivničtí řemeslníci: železné součásti vyráběl kovář Bortel z čp. 6, dřevěné korby na kočáry pak vytvářel kolář Kuchař v dílně čp. 206. Šustalovy lehké vozíky vyhovovaly zejména potřebám venkova, a byly proto velmi žádané., Šustala proto brzy svou činnost rozšířil, v letech 1850 – 1852 se krom výroby kočárů věnuje i výrobě bryček a koňských povozů. Během tří let zaměstnávala jeho dílna již osm tovaryšů a několik učňů.
Díky Šustalovým skvělým organizačním schopnostem a přísné kázni se podniku dařilo neustále zvyšovat výrobu, která již ale volala po finanční injekci do výrobních prostor a technologií. Roku 1853 se tak spojil s továrníkem Adolfem Raškou (Raschkou) (1825–1878), spolumajitelem rodinné firmy na keramiku, a zrodila se společnost Ignatz Schustala & Comp. Vzrůstající odběr nejen v monarchii (zejména po enormním rozšíření „vnitrozemského“ trhu vznikem Rakousko-Uherska v roce 1867), nýbrž i export do Ruska, Pruska a do zámoří postupně vedl k založení odbytového skladu v Haliči a filiálek nebo pobočných závodů v Ratiboři, Wrocławi, Vídni, Praze, Berlíně, Černovicích a v Kyjevě. Velmi úspěšným výrobkem se stala bryčka „Neutitschein” (německý název okresního města Nový Jičín), výrobní sortiment tvořily i velké a luxusní cestovní kočáry, nákladní a poštovní vozy.
Šustala sám byl nejen zdatný obchodník a organizátor, ale byl velmi nadaný i po technické stránce. Ve své firmě uplatnil řadu vlastních patentů a zlepšení. V roce 1870 dokázal se 150 kvalifikovanými dělníky různých profesí vyrobit 1200 kočárů. Sortiment rozšířil i o různé užitkové vozy. Největší úspěchy slavily speciální poštovní vozy.
Po smrti Adolfa Rašky sice začal mít podnik finanční potíže, ale ty se podařilo překonat díky rozšíření výroby o železniční vozy. Roku 1881 totiž zahájila provoz lokální dráha Studénka–Štramberk. I přes minimální zkušenosti v tomto oboru se vedení společnosti rozhodlo vyhradit část výrobních kapacit pro stavbu vagonů a zřídit i vlastní tovární vlečku. Jako technického poradce se podařilo získat Hugo Fischera z Röslerstammu – ten dříve pracoval jako přebírající inženýr Severní dráhy císaře Ferdinanda. V roce 1882 firma vyrobila prvních 15 železničních vagónů.

### Akciová společnost

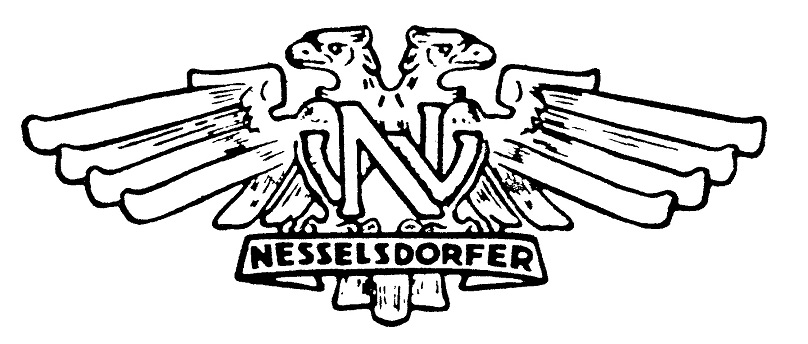
Nesselsdorfer logo

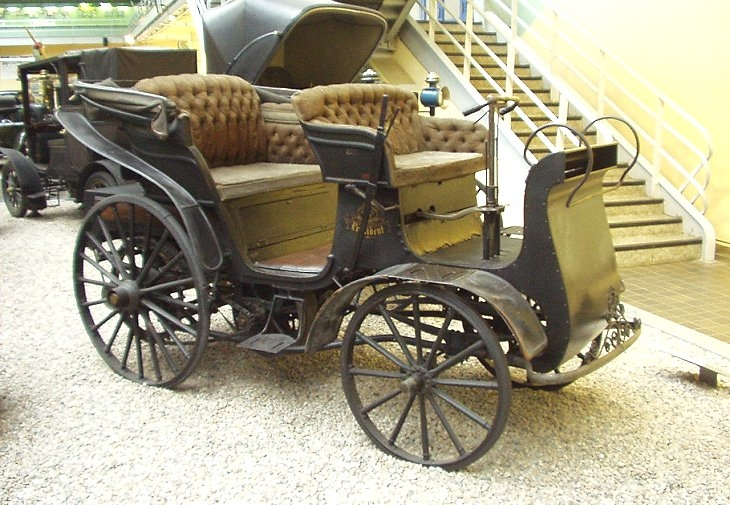
NW Präsident byl první tovární automobil ve střední a východní Evropě

Roku 1890 se podnik přeměnil na akciovou společnost a nesl název Kopřivnická společnost pro tovární výrobu vozů (německy Nesselsdorfer Wagenbau-Fabriks-Gesellschaft, zkratka NW), Fischer se stal jejím prokuristou a ředitelem vagónky. NW se nadále věnovala jak stavbě kočárů a bryček, tak i železničních vozů. V roce 1897 vyrobila jeden z prvních osobních automobilů ve střední Evropě: NW Präsident. V roce 1898 ho následovalo devět dalších, včetně prvního nákladního automobilu. Postupně se tedy rozběhla výroba automobilů, zatímco výroba kočárů byla zvolna utlumována s ubývajícím počtem zákazníků. Už v roce 1900 vyrobila NW první čistě závodní automobil (NW Rennzweier) a dokonce i vlastní elektrický automobil na baterie (NW Elektromobil). Téhož roku také NW započala se sériovou výrobou automobilů více typů.
Nedlouho před 1. světovou válkou zaměstnávala společnost 5300 dělníků a 350 úředníků.

### Kopřivnická vozovka
Po Světové válce se Kopřivnice stala součástí nově vzniklé Republiky Československé, kde již němčina nebyla úředním jazykem a mnohé společnosti se musely nebo chtěly přejmenovat. Od roku 1921 tak i NW přijala české označení Kopřivnická vozovka, a.s.
Ke změně názvu továrny i výrobků se váže legenda, vycházející ze vzpomínek zkušebního a závodního jezdce Josefa Veřmiřovského: V lednu 1919 testovala továrna na Slovensku několik typů vozů, kdy se jim podařilo v Tatrách projet náročnou trasu ze Štrby přes Štrbské pleso do Tatranské Lomnice. Zkušební jezdci tehdy vyslechli pochvalné hodnocení místních obyvatel ve smyslu „(...) tento stroj je ako stvorený pre Tatry“. Zkouškám byl přítomen i tehdejší vedoucí firemního automobilového oddělení Ing. Jan Novák (a pozdější konstruktér leteckých motorů Walter), který poté přišel s návrhem, aby automobily NW raději nesly hrdou značku Tatra, což vedení společnosti přijalo a nechalo zapsat jako ochrannou známku (Novák je za autora značky označen i v dokladech pro registraci OZ). Oficiálně nesou kopřivnické automobily název Tatra od 19. března 1919. Nápis TATRA se tedy objevil na automobilech již na jaře 1919, konkrétně na nákladních automobilech NW TL 2 a NW TL 4, v roce 1920 i na osobním voze NW U, který byl přeznačen na typ Tatra typ U a nakonec na Tatra 10. Souběžný typ NW T byl přeznačen na Tatra 20. První skutečnou tatrou novodobé konstrukce se však stala až Tatra 11 v roce 1923.
Název firmy byl však změněn až v roce 1927.

### Součást koncernu Ringhoffer

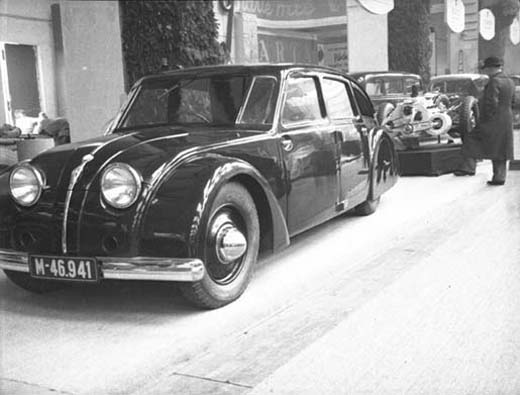
Tatra 77 byl první sériově vyráběný aerodynamický vůz na světě

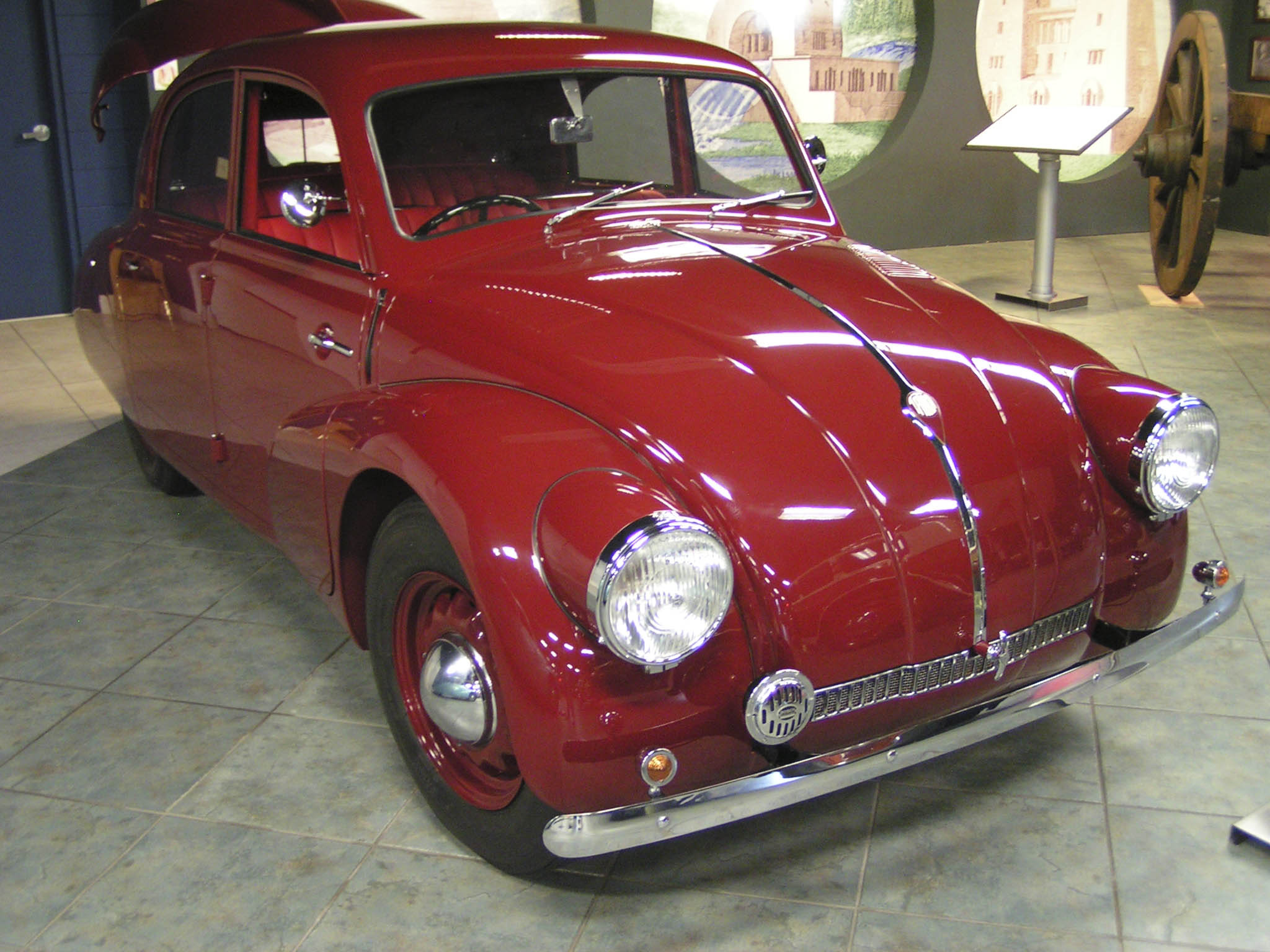
Tatra 97, která byla později okopírovaná vozem Volkswagen Brouk

V roce 1923 (někdy se uvádí 1926) byla Kopřivnická vozovka začleněna do koncernu Ringhoffer. Od roku 1924 je firma uváděna jako Závody Tatra, a.s., od roku 1927 jako Tatra, a.s. pro stavbu automobilů a železničních vozů. V roce 1936 vznikla společnost Ringhoffer TATRA, a. s.
Ve vlastnictví Ringhofferů, v synergii s jejich smíchovským závodem, prodělala Tatra patrně největší rozvoj v oboru automobilní a železniční konstrukce, vývoje a výroby. Nadále vyráběla osobní i nákladní automobily, železniční motorové vozy a dokonce i letadla.
Výraznou osobností firmy se stal konstruktér a dlouholetý technický ředitel Hans Ledwinka (v Tatře zaměstnán 1897–1945, se třemi několikaletými přestávkami). Ten byl tvůrcem dodnes Tatrou využívané „bezrámové“ koncepce podvozku s centrální nosnou rourou a výkyvnými polonápravami, která se také označuje jako páteřový rám (ve světě známá též jako Tatra-concept). Tato převratná konstrukce páteřového rámu umožnila postavit subtilní karosérii a díky velmi nízké hmotnosti použít i relativně slabý motor při dosažení slušné jízdní dynamiky. Kromě lidových automobilů Tatra 11 (1923) a Tatra 57 (1931) ho obdržely i luxusnější vozy Tatra 17 (1925), střední nákladní automobil Tatra 23 (1923) i malý nákladní automobil Tatra 26 (1926) a jeho vojenská verze Tatra 72 (1933), v plněpohonné verzi pro Československou armádu u vozu Tatra 84 (1935). Světovým unikátem bylo její použití i u trolejbusů Tatra 400 z produkce smíchovského závodu (1948). Vozy Tatra vyráběly od 20. do 40. let 20. století v licenci firmy Austro-Tatra, Deutsche Licenz Tatra (Delta, Detra), Unitás-Tatra, Lorraine-Dietrich, Röhr, Stoewer a Tatra-Ate.
V roce 1934 šokoval výrobce motoristický svět modelem Tatra 77, prvním sériově vyráběným automobilem s motorem vzadu v aerodynamické karosérii bez stupaček na světě. V roce 1936 byly světu představeny aerodynamický motorový vůz Tatra 68 (vlivem historických okolností vyrobeny jen dva kusy) a trolejbus Tatra 86 (vyrobeno jen 6 ks).
Ač byla Kopřivnice národnostně českým městem, spadla automobilka v rámci odtržení pohraničního území ČSR po Mnichovské dohodě do rukou nacistického Německa. Majitel a generální ředitel podniku, baron Hanuš Ringhoffer, se po obsazení českých zemí v březnu 1939 přihlásil k německé národnosti. Během války automobilka významně přispěla německému válečnému úsilí výrobou osobních a nákladních automobilů (například Tatra 111) a motorů.

### Ve vlastnictví státu

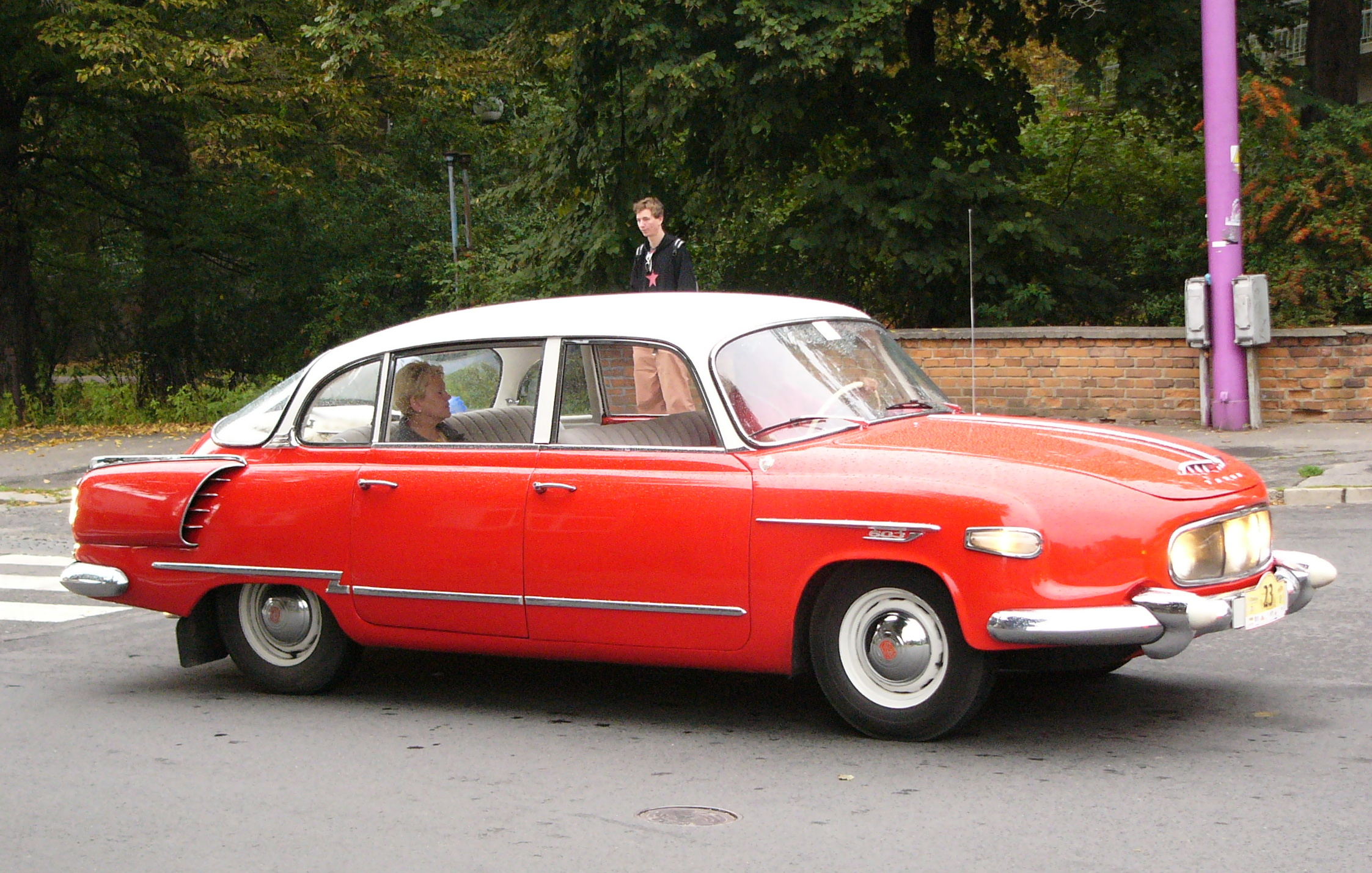
Tatra 603

Po skončení války byly vztahy Tatry, Hanuše Ringhoffera a nacistického režimu přičteny k tíži oběma hlavním představitelům Tatry. Celý koncern byl znárodněn, veškeré závody převedeny na Tatra národní podnik od 1. ledna 1946 a slavné jméno Ringhoffer určeno k vymazání z paměti. Hanuš Ringhoffer coby Němec byl zatčen, odvlečen do zvláštního tábora NKVD u Mühlbergu v Braniborsku a tam za nejasných okolností zemřel asi koncem roku 1946. Šéfkonstruktér Hans Ledwinka byl zatčen a odsouzen za kolaboraci s nacisty, do roku 1951 vězněn, poté odešel do Rakouska.

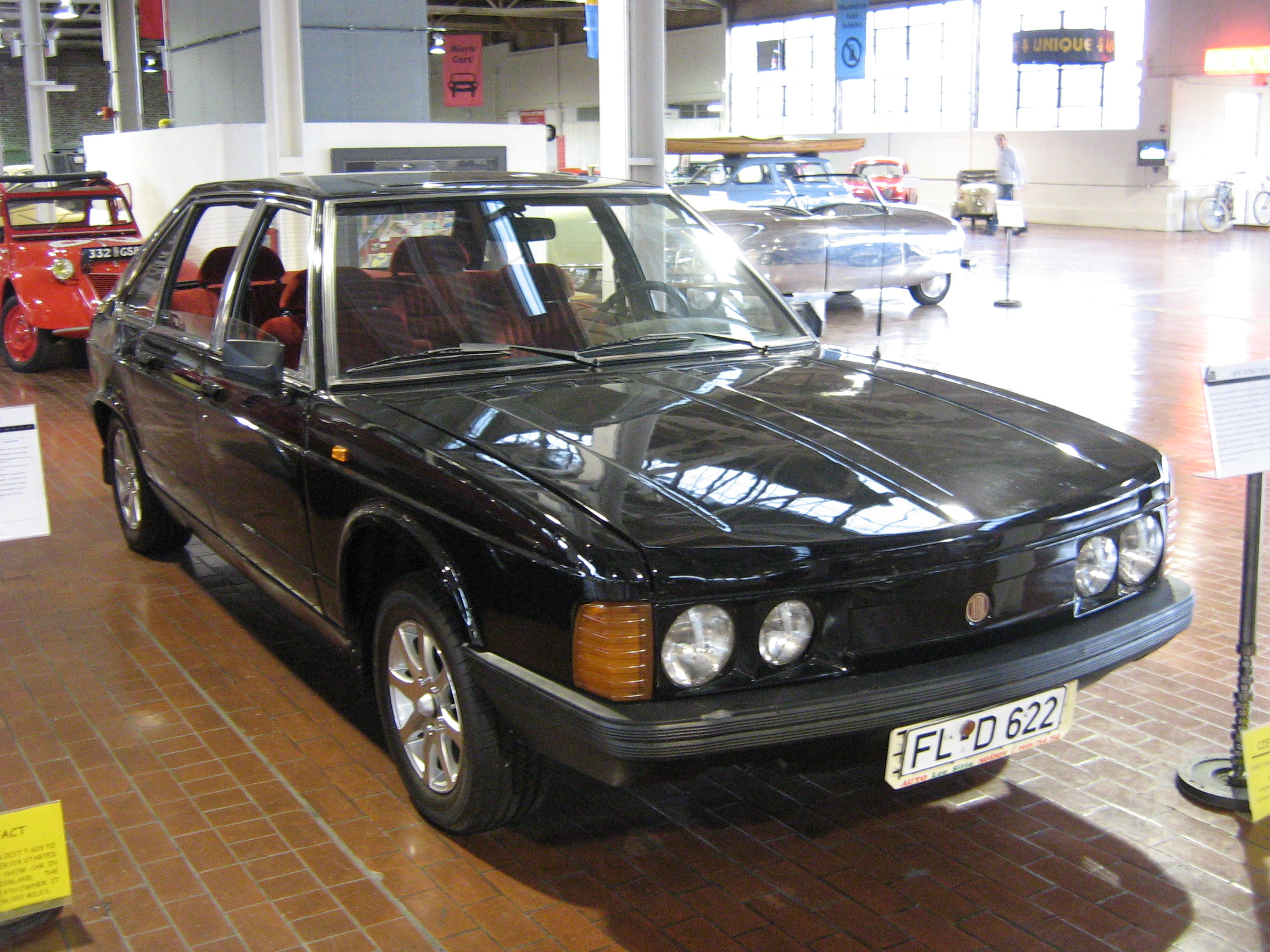
Tatra 613

K 1. lednu 1950 byly ze společnosti vyčleněny továrny na kolejová vozidla (závody Česká Lípa, Kolín, Praha-Smíchov a Studénka) a národní podnik Tatra určen jen pro výrobu motorových vozidel, motorů a příslušenství. Rozhodnutím vlády v roce 1951 byla kopřivnická automobilka určena pro výrobu těžkých nákladních automobilů: studená válka počátkem 50. let znamenala rozšiřování výroby tříosé Tatry 111, zaváděla se výroba rychle odvozeného a nepříliš povedeného vojenského valníku Tatra 128 (podle konstruktéra Tatry M. Galii byl lepší než vnucovaný projekt V3T, podle konstruktéra Škody O. Meduny tomu bylo naopak a zatímco výroba T128 byla po roce zastavena, z V3T se totální změnou projektu vyvinula úspěšná Praga V3S s polovinou motoru T 111 a kabinou T 805). Produkce ostatních vozidel byla vymístěna: osobní automobil Tatra 600 byl převeden do AZNP Mladá Boleslav (proti vůli tamních pracovníků, kteří dostali příkaz zastavit přípravu nové Škody 1200 včetně zničení přípravků, naopak museli začít vyrábět přípravky i pro T128), tamtéž se začalo i s výrobou právě vyvíjeného lehkého nákladního vozu Tatra 805, jehož výroba se pak postupně stěhovala ještě do Plzně a do Prahy. S polevením mezinárodního napětí a projevením se nedostatku limuzín (jejichž výrobu nenahradil předpoklad ministerstva strojírenství o centrálně plánovaném dovozu ze Sovětského svazu, neboť dodávky limuzín vázly a našim potřebám často nevyhovovaly), dostala Tatra příkaz ministerstva strojírenství vyvinout a vyrábět nové luxusní limuzíny pro vedoucí pracovníky a stranické funkcionáře. Mohla tak vzniknout Tatra 603, jejíž vývoj probíhal zpočátku víceméně tajně – nejprve ve smíchovské projekční kanceláři, a poté oficiálně v Kopřivnici.

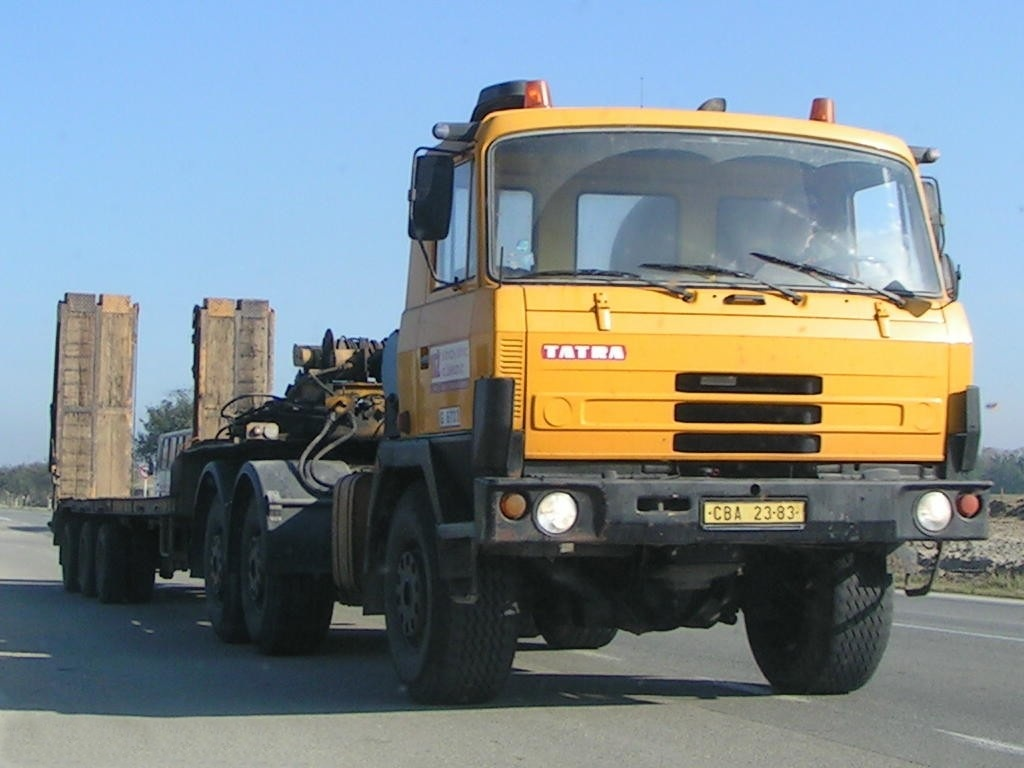
Tatra 815, několikanásobný vítěz závodu Rallye Dakar

V 80-90. letech byl realizován rozvojový záměr zvýšení produkce za pomoci půjčky mezinárodní investiční banky RVHP. Během něj byl krom rozšíření výrobních kapacit vybudován pro zkoušky vozů i testovací polygon nazývaný Tatra polygon. Po realizaci rozvojového programu dosahovala produkce T 815 až 15 000 kusů za rok. V období 1. 1. 1986 – 30. 6. 1988 firma fungovala jako Tatra oborový podnik, od 1. 7. 1988 jako Tatra kombinát.
Po roce 1989 došlo k silnému poklesu odbytu nákladních vozů na východní trhy, útlumu výroby osobních automobilů a zdlouhavé privatizaci, kdy se uvažovalo o mnoha zahraničních partnerech (r. 1992 byl podepsán Letter of intent Tatra – Iveco, vypršel ke konci téhož roku). Ještě v době státního podniku řízeného ministerstvem přišla fatální zakázka Diamoil libyjského zákazníka (na rozdíl od dalších zúčastněných českých firem byl podíl Tatry největší), jehož platba zablokovaná v britské bance do firmy, která měla vyrobeny a částečně expedovány stovky vozů, nedorazila. Určitý podíl na propadu obchodu na východ měl i odklon od zavedeného zkušeného prodejce PZO Motokov.

### Privatizace

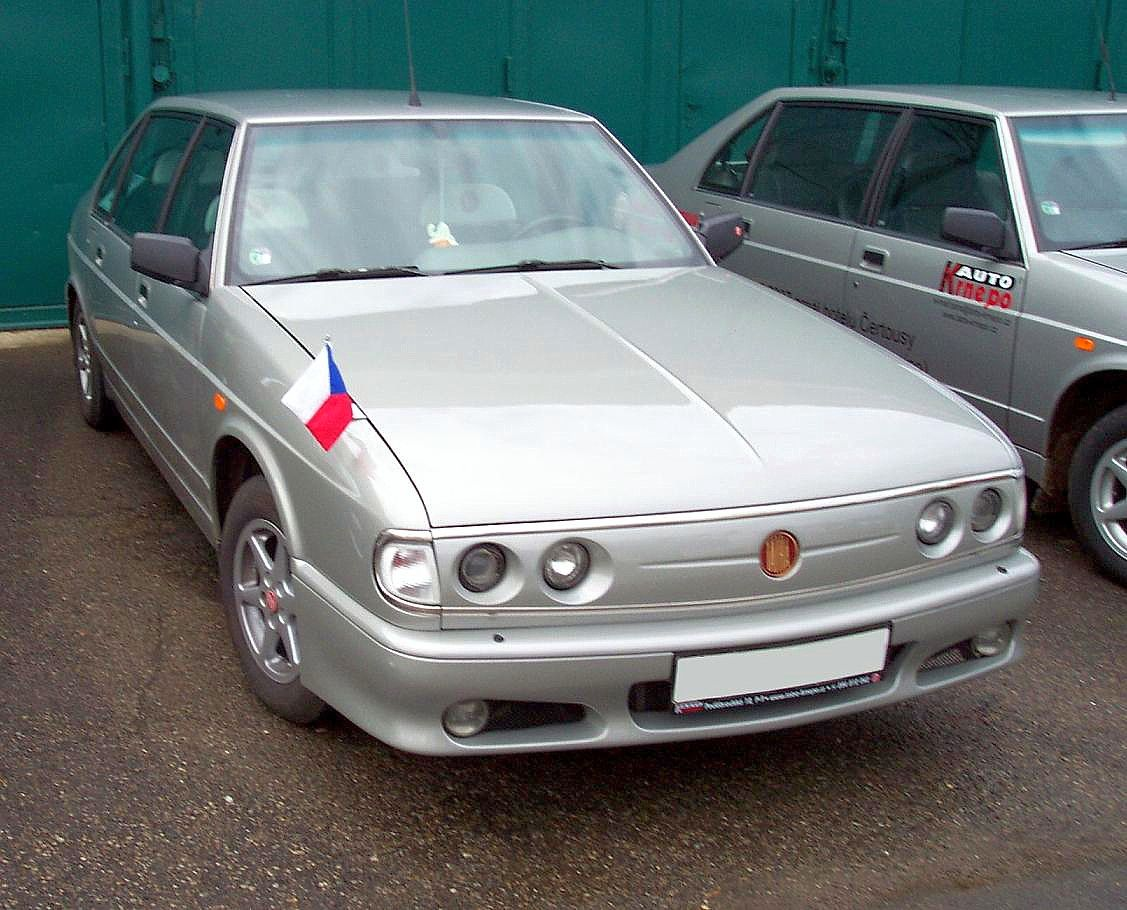
Tatra 700 v muzeu

Nakonec byla firma privatizována kuponovou metodou, což se neukázalo šťastnou volbou – většinovými vlastníky se staly podílové fondy, které střídaly managementy (mj. byla 12. 5. 1993 na čas angažována i část zachránců amerického Chrysleru Gerald Greenwald, David Shelby a Jack Rutherford – společnost GSR) a firmu nedokázaly vést ani smysluplně ani k prosperitě – to vedlo k problémům firmy, od 1. 4. 1992 známé opět jako TATRA, a.s. Rozdělení Československa se projevilo ve ztrátě pobočných závodů v Bánovcích nad Bebravou a Čadci, kam byla dříve přemístěna část technologie a výroby, která musela být nahrazena a vyřešeny také otázky vlastnictví značky, dokumentace atd. V té době se firmě podařilo získat velkou armádní zakázku více než 1000 vozů 8x8 Liwa pro armádu SAE, která jí na čas pomohla překonat těžší období, ale díky nesplněným offsetům se po letech její dopad projevil i negativně. Po čase do společnosti opět vstoupil stát, aby ji konsolidoval a připravil k prodeji – ředitelem byl v té době Ing. Peter A. Urban.

### Ve vlastnictví Terexu
Společnost stát odprodal firmě SDC Čechoameričana Miloty K. Srkala, který ve firmě působil do 13. 1. 2003. Tak se Tatra ocitla v rodině americké společnosti Terex Corporation, která se zabývá výrobou těžké mechanizace a byla hlavním podílníkem SDC. Terexu připadl většinový 80,5% podíl společnosti Tatra a. s. To navenek potvrdilo Tatru jako výrobce těžkých terénních nákladních vozů, díky společnosti Terex měla Tatra pronikat i na západní trhy, výsledek ovšem byl nevalný. Trh se nedočkal dokonce ani alespoň prototypu kombinujícího s účastí Tatry to nejlepší, co široká produkce Terexu nabízela. Úspěchem, který společnosti pomohl v tomto období byla již delší dobu připravovaná dodávka 302 vojenských vozů T 816 do Izraele prostřednictvím sesterské ATC (American Truck Company) a jejího kontraktu s TACOM z r. 2004 – kopřivnické CKD sady kompletovali za oceánem s motorem Cummins ISM, automatickým převodem TwinDisc, doohušťováním CM a americkou plošinou ve firmě Terex Advance ve Fort Wayne, IN (původně měla montáž probíhat ve spolupráci s výrobcem nákladních vozů Bering), aby pak hotový vůz s více než 50 % komponent „Made in USA“ putoval opět přes moře k uživateli. Některé z vozů byly vybaveny hydraulickou rukou, malé množství pro výcvik řidičů pak 4dveřovou kabinou. Prostřednictvím ATC se r. 2004 firma zúčastnila tendru na dodávky vozů projektu LVSR pro americkou USMC, vyrobila a do armádních testů dodala 3 prototypy T 817 konfigurace 10x10 s motory Caterpillar, zakázku ovšem r. 2006 dostal domácí Oshkosh, jediný další účastník tendru.

### Po Terexu
V listopadu roku 2006 byl 80,5% podíl na společnosti vlastněný Terex prodán společnostem Black River, s.r.o. (51 %) a TATRA Holdings s.r.o. (dříve Blue River, podíl 29,51 %), když TATRA Holdings vlastnila 100% podíl v Black River. Společnost TATRA Holdings (tehdy Blue River) nejprve ovládal Ronald Alan Adams (člen představenstva SDC, který ve společnosti působil i za vlády Terexu), v listopadu 2006 však jeho společnostem zůstal jen 7,8% podíl, 40,9 % získala indická společnost Vectra (která tou dobou vlastnila již 11,1 % samotné Tatry) a zbylých 31,2 % americký podnikatel Sam Xavier Eyde.
Západní trhy (hlavně rozvíjející se v Austrálii) firma úplně neztratila a se střídavým úspěchem pokračovala ve stagnujícím vývozu do Ruska, přičemž se i etablovala zpět na trzích v Česku a ve střední a jihovýchodní Evropě. V krátkém období prosperity na jaře 2007 společnost Tatra oznámila záměr investovat významně do modernizace výroby a posílit kapacity výroby, která již nebyla schopna uspokojit zvýšenou poptávku po vozech. V roce 2008 podnik představil nový koncept Tatra 903, který měl navazovat na osobní modely 603, 613 a 700. Návrh byl dílem designéra Michala Jelínka, bohužel se sériovou výrobou se nepočítá. V roce 2008 získal 11,1% podíl od Vectry Tatra Holdings (s Black River tedy držela již 91,62% podíl ve společnosti), změnila se také vlastnická struktura Tatra Holdings (39,3 % Vectra, 29 % Sam Xavier Eyde, 16,65 % KBC Private Equity a 12,05 % Meadow Hill Investmnst (společnost Ronalda Adamse).
Světová finanční krize opět způsobila podniku nemalé problémy – zpočátku je zmírňovala státní zakázka armádních vozů T 810. V roce 2009 se firma dohodla s americkým výrobcem Navistar Defence na výrobě společného vojenského vozu, pro který Tatra dodá podvozky a nápravy – výsledek spolupráce byl prezentován na výstavě Eurosatory 2010, ovšem obchodně se projekt neprosadil. V roce 2011 se vlastníkem 19 % akcií holdingové společnosti Tatra Holdings měl stát DAF, ale z důvodů nezájmu managementu Tatry se nestal. DAF a Tatra představila nový, především civilní vůz Tatra 158 Phoenix, který již nemá vlastní vzduchem chlazený motor a převodovku – podvozek je zdokonalený tatrovácký 815, motor a kabina pochází od firmy DAF, zatímco převodovku dodává renomovaná firma ZF. V roce 2012 skončily na čas dlouholeté dodávky Tatry pro indickou armádu (celkem dodáno přes 7 tis. vozů), hlavně z důvodu korupčního skandálu Ravindera Kumara Rishiho, ředitele společnosti Vectra (spoluvlastník Tatra Holdings). Podle některých názorů byly tyto dodávky v posledních letech pro Tatru ztrátové, když na nich vydělávala pouze Vectra.

### Tatra Trucks
V roce 2010 byl podnik společnosti Tatra a.s. zastaven. Nedořešený vztah s DAF a stupňující se hospodářské problémy vedly v březnu 2013 k exekuční dražbě podniku společnosti Tatra, který měl dle znaleckého posudku hodnotu 1,765 mld Kč a jeho závazky činily 1,5 mld Kč. Vyvolávací cena byla 175,135 mil Kč a podnik byl vydražen za 176 mil Kč. Vydražitelem podniku se stala společnost Truck Development, která vznikla 8. března 2013 a jejímž jediným akcionářem byl Marek Galvas, spojený s investiční skupinou J&T. Společnost Truck Development se následně přejmenovala na Tatra Trucks a.s., do společnosti mají majetkově vstoupit (zřejmě kapitalizací svých pohledávek vůči Tatře) podnikatel Jaroslav Strnad a společnost Promet Tools ze skupiny Promet Group (která již v minulosti koupila společnost Tawesco vyčleněnou z Tatry v roce 1995). Cílem změn bylo vyřešit finanční závazky Tatry a zachovat výrobu v současném rozsahu.
V roce 2013 se změnou vlastnické struktury obměnila TATRA TRUCKS také top management a byl zahájen restrukturalizační proces. V roce 2013 vyrobila TATRA TRUCKS 763 nákladních vozidel, což znamenalo proti 512 kusům v roce 2012 značný nárůst. Přibližně dvě třetiny ze 722 prodaných kusů šly na export.
V roce 2014 uvádí kopřivnická automobilka na trh verzi Euro VI vozu TATRA PHOENIX. Díky úspěšně probíhající restrukturalizaci se zvyšuje jak výroba a prodej, a zlepšují se i ekonomické výsledky. V roce 2014 vyrobila TATRA 850 vozidel s téměř 850 vlastními zaměstnanci. Do výroby směřují významné investice, které pomáhají modernizovat výrobní technologie (katoforézní lakování, moderní CNC obráběcí stroje atd.).
Rok 2015 se nesl ve znamení úspěšných prodejů vozidel komerčních i pro obranný průmysl a pro hasiče. TATRA vyrobila také speciální podvozek, nejdelší a nejtěžší v dosavadní historii. Podvozek vycházející z modelové řady TATRA FORCE v konfiguraci 16x8, s motorem Caterpillar C32 a převodovkou Allison Transmission o délce téměř 18 m bude sloužit pro přepravu vrtné nástavby pro průzkumné vrty. V roce 2015 vyrobila kopřivnická TATRA TRUCKS 858 vozidel, úspěšně zakončila restrukturalizaci a otevřením nového pracoviště v rámci finální montáže, tzv. diagnostiky vozidel, přešla do fáze růstové. Na začátku roku 2019 získala firma zakázku na 60 vozů pro jordánskou armádu.

## Výrobní závody Tatry

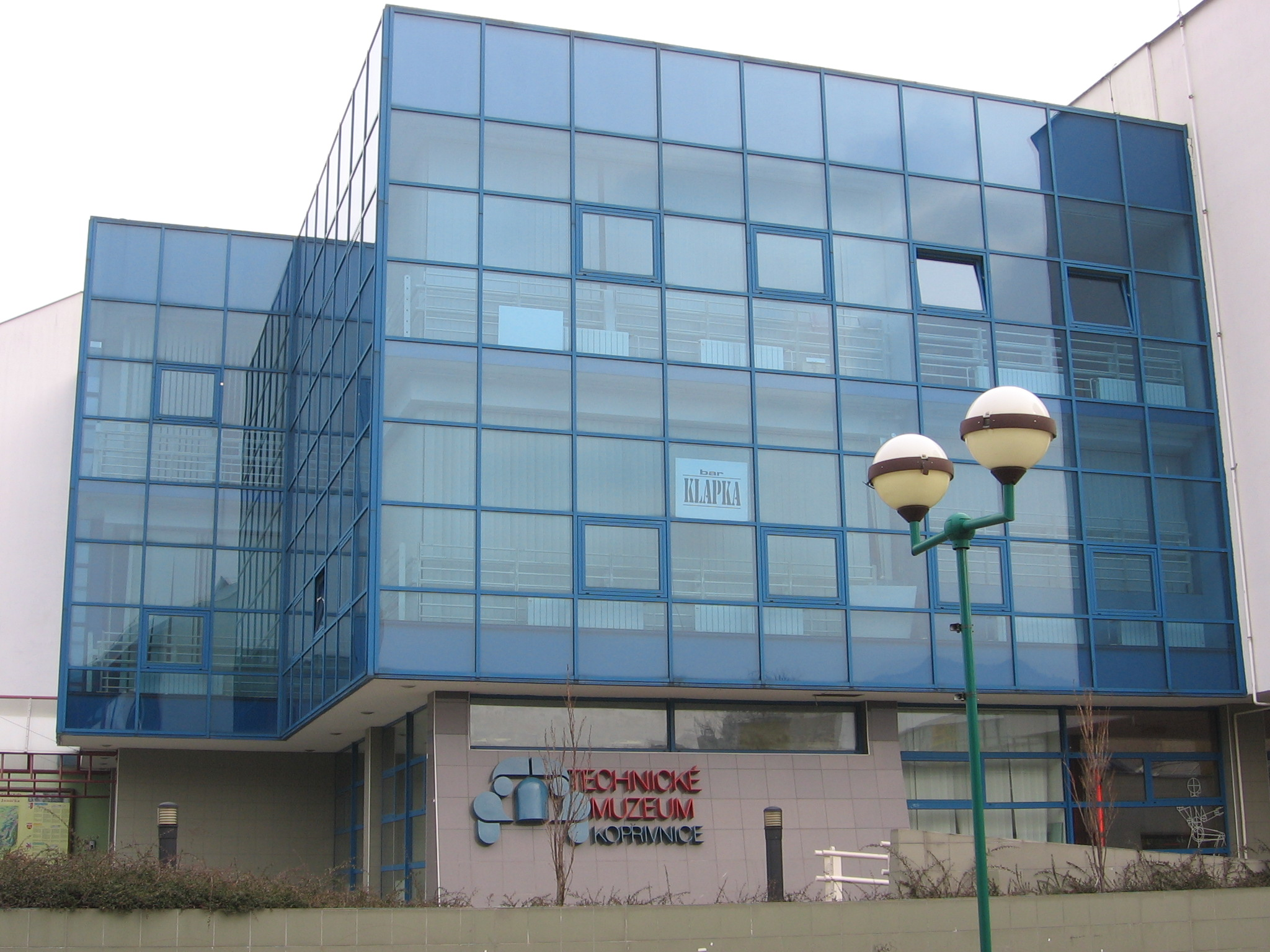
Technické muzeum Tatra v Kopřivnici

- Kopřivnice: sídlo společnosti a hlavní výrobní závod. Založena jako výrobna kočárů, později osobních i nákladních automobilů, železničních vagónů, ve 30. letech XX. století též autobusů a trolejbusů. V současnosti finalizační závod a výroba hlavních konstrukčních skupin – podvozky pro všechny typy, motory, převodovky, kabiny pro většinu typů vyjma T810 a T158.
- Bánovce nad Bebravou (včleněna 1. 1. 1958, odštěpný závod 1. 4. 1970 – 1. 10. 1990): postavena jako nová továrna pro výrobu náprav a pro finalizaci výběhového typu Tatra 111 a tahače Tatra 141, později zde byla sériově vyráběna Tatra 813 a některé verze Tatra 815. Po privatizaci existoval pod značkami VAB a Sipox. V Bánovcích byly vyráběny v devadesátých letech malé užitkové automobily VAB Microcar M19.
- Bratislava (1. 7. 1960 – 31. 12. 1968 jako vývojové a konstrukční pracoviště – prototypy Tatra 603 MB, 603 NP, 603 A, 603 X; modernizace a speciální úpravy nákladních typů Tater; výroba dílů pro motory); od 1. 1. 1968 osamostatněno jako základ pro pozdější Bratislavské automobilové závody.
- Čadca (včleněna 1. 1. 1958, odštěpný závod 1. 4. 1970 – 1. 10. 1990): postavena jako nová továrna pro díly motorů a nákladních automobilů. Po privatizaci jako AVC Čadca.
- Nový Jičín (původně Agroma; včleněna 1. 1. 1972, dceřiná s. r. o. od 5. 1. 1995, od 26. 7. 1995 jako Tatra Nový Jičín, a.s.): díly nákladních automobilů (rámy). Po privatizaci jako Porgest a.s.
- Praha-Smíchov: původně hlavní závod koncernu Ringhoffer (vlastník) zaměřený na výrobu železničních vozů (převážně osobních, ale i motorových a elektrických) a tramvají Ringhoffer. Po 2. světové válce byly Ringhofferovy továrny znárodněny, jeho jméno vymazáno a nahrazeno označením Tatra n.p. Smíchovský závod poté vyvinul tramvaje Tatra T1, T2 a zejména světoznámou T3, která se rozšířila do mnoha zemí nejen východního bloku. Po několik let vyráběl trolejbusy Tatra 400 s podvozkem T111. Samostatně od závodu dočasně existovala i tzv. pražská konstrukční kancelář Tatra jako vývojové pracoviště (mj. T603). V roce 1963 byl smíchovský závod přeřazen pod koncern ČKD. Po roce 1989 ČKD Tatra, poté ČKD Dopravní systémy.
- Příbor (původně Transporta; včleněna 1951, jako dceřiná s. r. o. od 5. 1. 1995, od 26. 7. 1995 jako Tatra Příbor, a.s.): závod adaptován pro výrobu osobního vozu Tatra 613, vozů Tatra Beta a dílů pro T815. Po přesunu zbylé výroby do Kopřivnice zanikla.
- Studénka Butovice: železniční vagóny a motorové vozy. Od roku 1958 vyčleněna z podniku Tatra s celou železniční výrobou, ale používala obchodní značku Vagonka Tatra. Po roce 1989 jako Moravskoslezská vagónka Studénka. Po privatizaci společností ThrallCar se orientovala pouze na nákladní vozy a výroba osobních vozů byla převedena do Vítkovic pod jiným vlastníkem.
- Trnava (Trnavské automobilové závody, součást kombinátu Tatra 1. 1. 1986 – 1. 7. 1988): nákladní automobily Tatra Agro, užitkové automobily Škoda-TAZ 1203, motory Š1203/TAZ1500, spojky pro všechny automobily vyráběné v Československu. Po privatizaci jako TAZ-Sipox, zanikla.

V roce 1995 TATRA, a.s. vyčlenila dceřiné společnosti s r.o. Tatra Doprava (později Talosa a.s.), Energetika, Kovárna (později Taforge a.s.), Nářaďovna (později Tawesco a.s., odprodáno Promet Group), Nový Jičín (později Porgest a.s.), Příbor, Slévárna (později Tafonco a.s.), Tatrarest, Údržba (později D.I.S.), z některých se později staly akciové společnosti a některé byly odprodány nebo zanikly. V roce 2016 byly opět spojeny dceřinky Tafonco a Taforge do Tatra Metalurgie a.s. Podíl měla také po založení 28. 5. 1992 ve společném podniku Tatrarex s r.o. se společností Cirex, který později odprodala, a ve společnosti Škoda Tatra Forwarding.

## Výrobní sortiment Tatry

### Současnost
- Tatra Phoenix – civilní nákladní automobil (Euro III–VI)
- Tatra Tactic – střední armádní nebo civilní nákladní automobil (Euro III a V)
- Tatra Force – těžký armádní nebo civilní nákladní automobil (Euro II–VI)

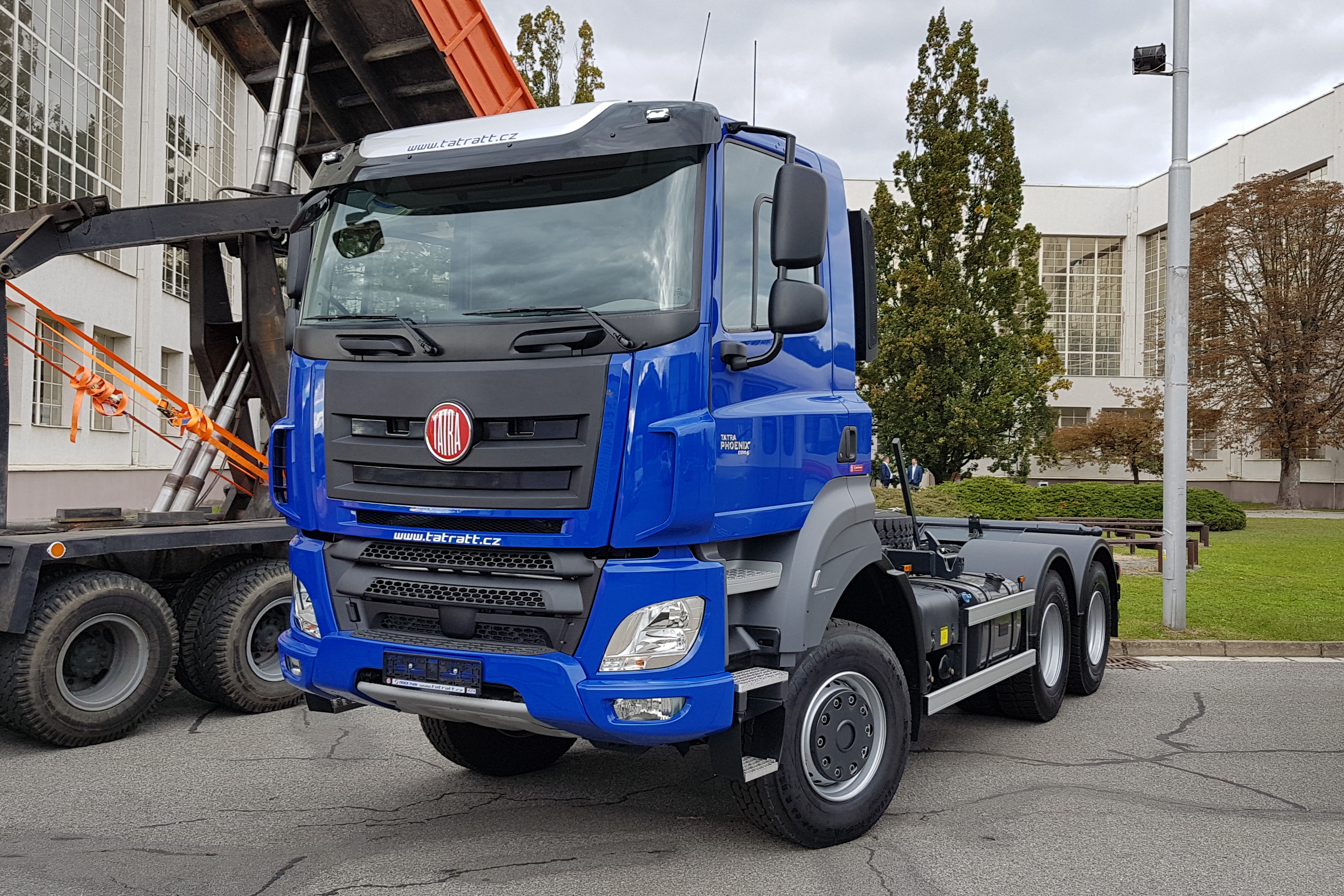
Tatra Phoenix
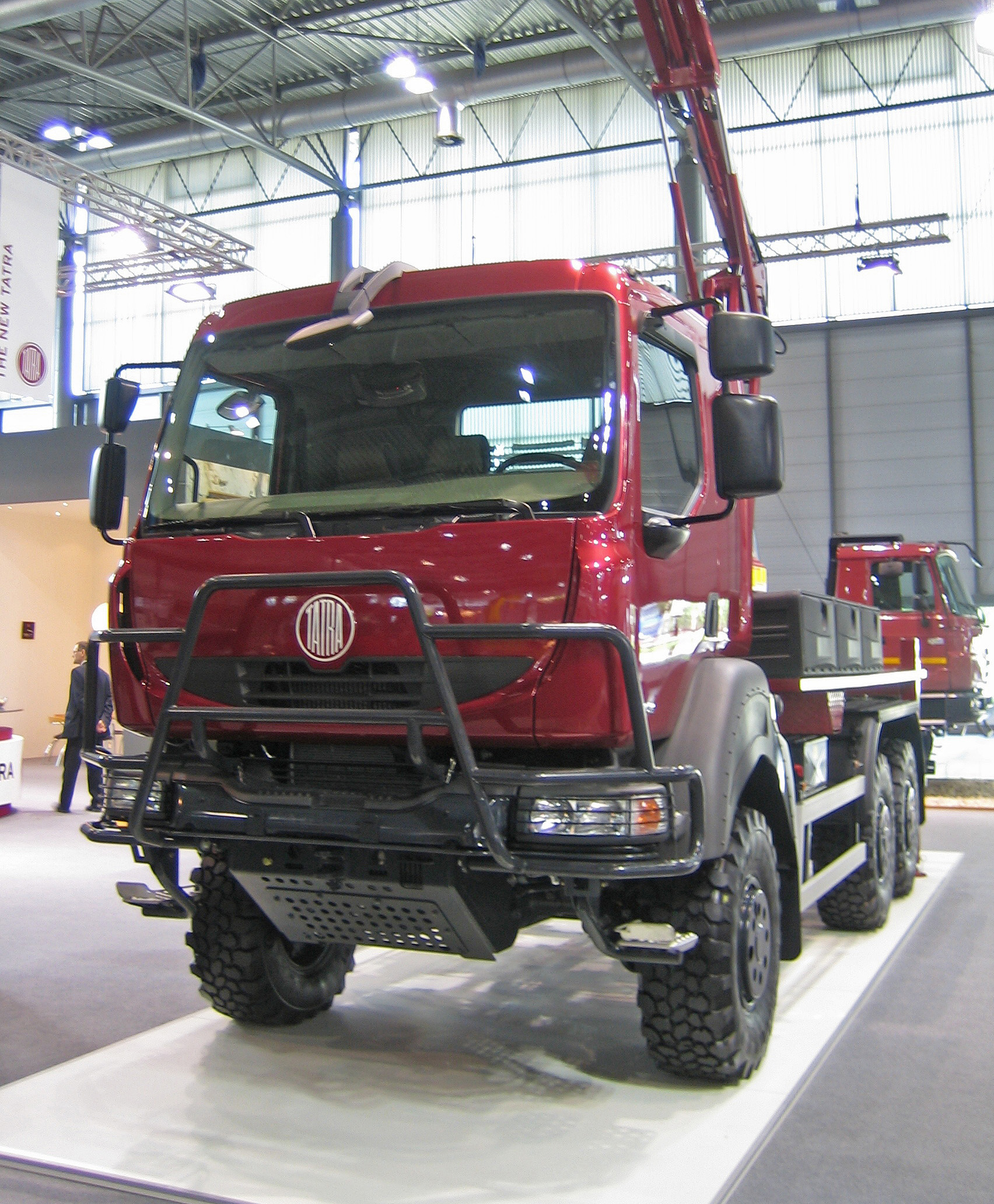
Tatra Tactic
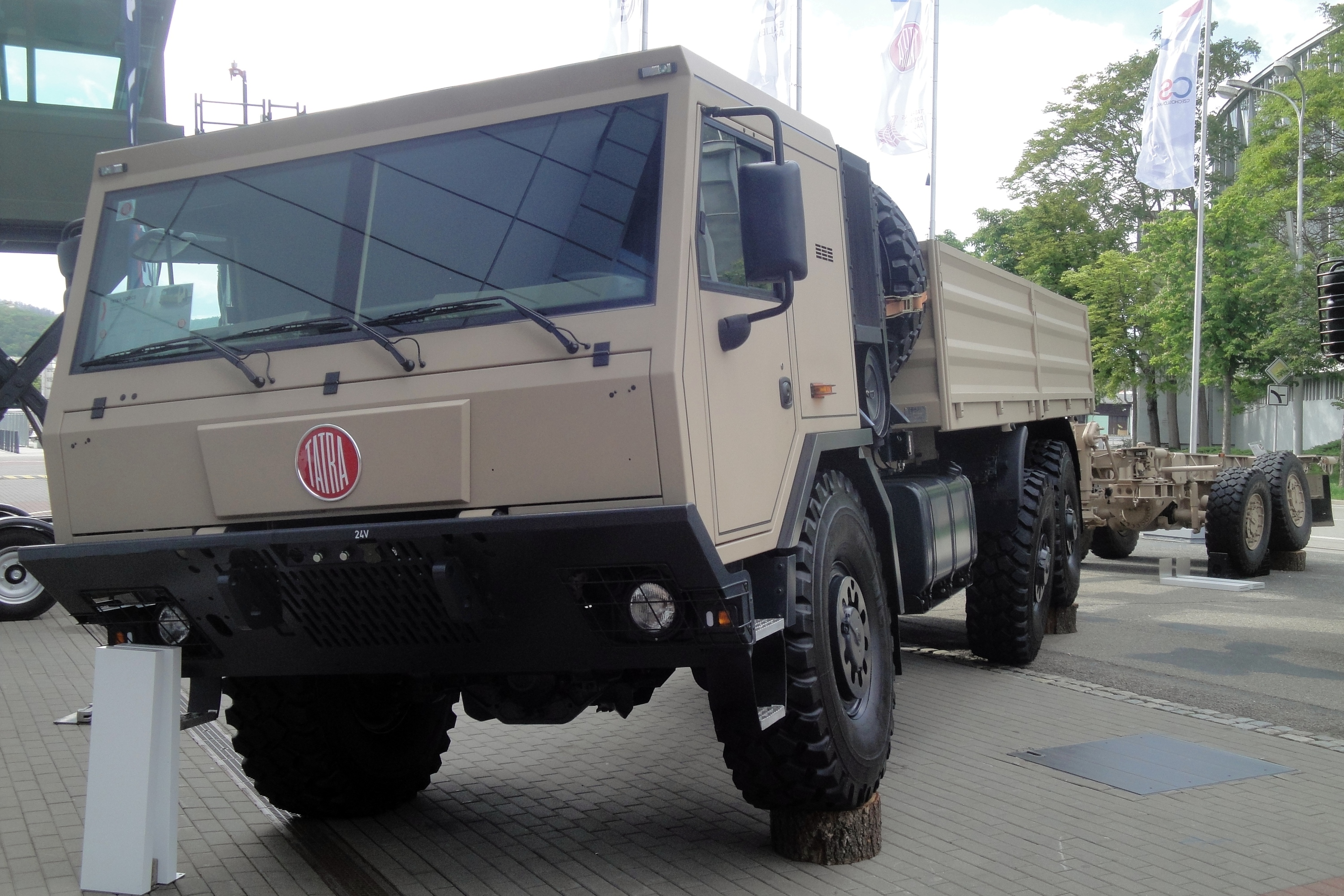
Tatra Force

### Minulost
| Název                       | Obrázek | Roky výroby | Poznámka                                           |
| --------------------------- | ------- | ----------- | -------------------------------------------------- |
| NW Präsident                |         | 1897        | osobní (vůbec první automobil z Kopřivnice)        |
| NW Lastwagen                |         | 1898        | nákladní (vůbec první nákladní automobil na světě) |
| NW Präsident II             |         | 1899        | osobní automobil                                   |
| NW Rennwagen                |         | 1900        | osobní, závodní automobil                          |
| NW Elektromobil             |         | 1900        | osobní automobil                                   |
| NW A                        |         | 1900        | osobní automobil, čtyřsedadlový                    |
| NW A II                     |         | 1900        | osobní automobil, čtyřsedadlový                    |
| NW A Modell 1901            |         | 1900–1901   | osobní automobil                                   |
| NW A Neuer Zweier           |         | 1901–1902   | osobní automobil, dvousedadlový = Nová dvojka      |
| NW A Neuer Vierer           |         | 1901–1902   | osobní automobil, čtyřsedadlový = Nová čtyřka      |
| NW B                        |         | 1902–1904   | osobní automobil                                   |
| NW C                        |         | 1902–1905   | osobní automobil                                   |
| NW D                        |         | 1902–1905   | osobní automobil                                   |
| NW E                        |         | 1904–1906   | osobní automobil                                   |
| NW F                        |         | 1906        | osobní automobil                                   |
| NW L                        |         | 1906–1911   | osobní automobil                                   |
| NW S 4 16/20 HP             |         | 1906–1911   | osobní automobil                                   |
| NW J 30                     |         | 1906        | osobní automobil                                   |
| NW J 40                     |         | 1907–1911   | osobní automobil                                   |
| NW O                        |         | 1907–1909   | nákladní automobil                                 |
| NW R                        |         | 1908        | nákladní automobil                                 |
| Druhý nákladní automobil NW |         | 1909        | nákladní automobil, prototyp                       |
| NW K                        |         | 1909–1911   | nákladní automobil                                 |
| NW M                        |         | 1909–1911   | nákladní automobil                                 |
| NW S 4 20/30 HP             |         | 1910–1916   | osobní automobil                                   |
| NW S 6 40/50 HP             |         | 1910–1914   | osobní automobil                                   |
| NW SO                       |         | 1910–1914   | nákladní automobil                                 |
| NW T14/40                   |         | 1914        | nákladní automobil, prototyp                       |
| Nesselsdorf T               |         | 1914–1925   | osobní automobil, později vyráběn jako Tatra 20    |
| Nesselsdorf U               |         | 1914–1925   | osobní automobil, později vyráběn jako Tatra 10    |
| NW TL 2                     |         | 1915–1924   | nákladní automobil                                 |
| NW TL 4                     |         | 1916–1924   | nákladní automobil                                 |
| NW TO                       |         | 1920–1928   | nákladní automobil                                 |

Koncepce automobilů Tatra (obecně):
- centrální nosná roura (páteř)
- nezávisle zavěšené výkyvné polonápravy
- vzduchem chlazený motor

| Název       | Obrázek | Roky výroby | Poznámka |
| ----------- | ------- | ----------- | --- |
| Tatra 10    |         | 1923–1927   | velký osobní automobil; v podstatě vylepšená NW U                                                                               |
| Tatra 11    |         | 1923–1926   | malý osobní automobil, vůbec první s páteřovým rámem                                                                            |
| Tatra 12    |         | 1926–1934   | malý osobní automobil; evoluce T 12                                                                                             |
| Tatra 13    |         | 1925–1933   | malý užitkový automobil, podvozek 4×2, nosnost 1 t                                                                              |
| Tatra 14    |         | 1925–1968   | malý nákladní samohybný železniční vozík (malá drezína)                                                                         |
| Tatra 15    |         | 1927–1932   | drezína s karosérií T 57 |
| Tatra 16    |         | 1926        | malá nákladní „novinářská“ drezína s karosérií dodávkového automobilu                                                           |
| Tatra 17    |         | 1925–1927   | luxusní osobní automobil |
| Tatra 18    |         | 1925–1926   | malá obrněná drezína, evoluce T 14                                                                                              |
| Tatra 20    |         | 1923–1925   | velký osobní automobil, v podstatě vylepšená NW T                                                                               |
| Tatra 22    |         | 1934–1935   | těžký nákladní automobil, podvozek 6×4, odvozený od T 27                                                                        |
| Tatra 23    |         | 1927–1933   | těžký nákladní automobil, podvozek 4×2, nosnost 4 t; první nákladní Tatra s páteřovým rámem                                     |
| Tatra 24    |         | 1929–1939   | těžký nákladní automobil, podvozek 6×4, nosnost 6 t; evoluce T 23                                                               |
| Tatra 25    |         | 1933–1934   | těžký kolový dělostřelecký tahač, podvozek 6×6                                                                                  |
| Tatra 26    |         | 1926–1933   | lehký nákladní automobil, podvozek 6×4, nosnost 1,5 t                                                                           |
| Tatra 27    |         | 1930–1947   | nákladní automobil, podvozek 4×2, nosnost 3 t                                                                                   |
| Tatra 28    |         |             | nákladní automobil, podvozek 6×4, nosnost 4 t; evoluce T 27                                                                     |
| Tatra 30    |         | 1926–1930   | osobní automobil střední třídy                                                                                                  |
| Tatra 31    |         | 1926–1930   | osobní automobil |
| Tatra 34    |         |             | obrněný automobil, prototyp na podvozku T 31                                                                                    |
| Tatra 43    |         |             | nákladní automobil, autobus |
| Tatra 49    |         | 1929–1939   | malý tříkolový dodávkový automobil                                                                                              |
| Tatra 52    |         | 1931–1939   | osobní automobil střední třídy; evoluce T 30                                                                                    |
| Tatra 54    |         | 1931–1934   | osobní automobil střední třídy; derivace T 52                                                                                   |
| Tatra 57    |         | 1932–1949   | malý osobní automobil, „Hadimrška“                                                                                              |
| Tatra 68    |         | 1936        | železniční motorový vůz M 290.0 „Slovenská strela“                                                                              |
| Tatra 70    |         | 1931–1936   | luxusní osobní automobil i malý nákladní automobil                                                                              |
| Tatra 72    |         | 1933–1937   | lehký vojenský terénní automobil, podvozek 6×2, nosnost 1,5 t                                                                   |
| Tatra 74    |         |             | nákladní automobil |
| Tatra 75    |         | 1934–1942   | osobní automobil; evoluce T 57                                                                                                  |
| Tatra V 570 |         | 1933        | malý osobní automobil s aerodynamickou karosérií; pouze 2 prototypy                                                             |
| Tatra 77    |         | 1934–1938   | první reprezentativní limuzína s aerodynamickou karosérií                                                                       |
| Tatra 79    |         |             | nákladní automobil |
| Tatra 80    |         | 1930–1935   | reprezentativní limuzína, evoluce T 70, poslední osobní Tatra s vodou chlazeným motorem                                         |
| Tatra V 750 |         | 1935        | vojenský terénní automobil |
| Tatra V 740 |         | 1937        | vojenský pásový traktor |
| Tatra 81    |         | 1939–1942   | těžký nákladní automobil, podvozek 6×4, nosnost 6 t; přímý předchůdce T 111                                                     |
| Tatra 82    |         | 1935–1937   | lehký vojenský terénní automobil, podvozek 6×2, nosnost 2 t                                                                     |
| Tatra 84    |         | 1929–1930   | střední vojenský nákladní automobil, podvozek 6×6 (vůbec první plněpohonná Tatra), trambusová kabina; pouze 3 prototypy pro MNO |
| Tatra 85    |         | 1936–1941   | střední vojenský nákladní automobil, podvozek 6×4                                                                               |
| Tatra 86    |         | 1936–1939   | třínápravový trolejbus |
| Tatra 87    |         | 1937–1950   | reprezentativní limuzína s aerodynamickou karosérií                                                                             |
| Tatra 90    |         | 1935        | osobní automobil střední třídy s aerodynamickou karosérií, prototyp                                                             |
| Tatra 92    |         | 1938–1940   | lehký vojenský terénní automobil, podvozek 6×4, nosnost 2 t; evoluce T 82                                                       |
| Tatra 93    |         | 1937–1941   | lehký vojenský terénní automobil pro Rumunsko, podvozek 6×6, nosnost 2 t                                                        |
| Tatra 97    |         | 1937–1946   | osobní automobil střední třídy s aerodynamickou karosérií; derivace T 87                                                        |
| Tatra 98    |         |             | třínápravový nákladní automobil                                                                                                 |
| Tatra 100   |         | 1936–1939   | letecký motor; licence Hirth HM-504                                                                                             |
| Tatra 101   |         | 1938        | dvoumístný dolnoplošník |
| Tatra 107   |         | 1946        | osobní automobil s aerodynamickou karosérií, prototyp                                                                           |
| Tatra 111   |         | 1942–1962   | nákladní automobil |
| Tatra 001   |         | 1937        | dvoumístný dolnoplošník |
| Tatra 126   |         | 1937–1940   | dvoumístný dvouplošník; licence Avro-626 Prefect                                                                                |
| Tatra 131   |         | 1936–1939   | dvoumístný dvouplošník; licence Bücker Bü-131                                                                                   |
| Tatra 201   |         | 1938        | dvoumístný dolnoplošník |
| Tatra V 799 |         | 1938        | vojenský terénní automobil |
| Tatra V 809 |         | 1940        | vojenský terénní automobil |
| Tatra V 855 |         | 1942        | motorové saně s karosérií T 87                                                                                                  |

| Název                                        | Obrázek | Roky výroby | Poznámka |
| -------------------------------------------- | ------- | ----------- | --- |
| skupina 100: nákladní automobily             |         |             | |
| Tatra 111                                    |         | 1942–1962   | nákladní automobil, podvozek 6×6, nosnost 8 až 12 t                                                           |
| Tatra 112                                    |         |             | nákladní automobil, prototyp                                                                                  |
| Tatra 113                                    |         |             | nákladní automobil, prototyp                                                                                  |
| Tatra 114                                    |         | 1947–1948   | nákladní automobil, nosnost 3 t; evoluce T 27                                                                 |
| Tatra 115                                    |         | 1948–1949   | nákladní automobil, nosnost 3 t; evoluce T 114                                                                |
| Tatra 116                                    |         |             | nákladní automobil se žebřinovým rámem a trambusovou kabinou, prototyp                                        |
| Tatra 128                                    |         | 1951–1952   | vojenský nákladní automobil, podvozek 4×4, nosnost 3 t; derivace T 111                                        |
| Tatra 130                                    |         | 1952        | vojenský nákladní automobil, podvozek 6×6; evoluce T 128                                                      |
| Tatra 131                                    |         | 1952        | vojenský nákladní automobil, podvozek 4×4; evoluce T 128 s dvojmontáží kol                                    |
| Tatra 137                                    |         | 1959–1971   | nákladní automobil, podvozek 4×4, nosnost 7 t                                                                 |
| Tatra 138                                    |         | 1959–1971   | nákladní automobil, podvozek 6×6, nosnost 12 t                                                                |
| Tatra 141                                    |         | 1957–1969   | těžký třínápravový tahač s osmimístnou kabinou; odvozený z T 111                                              |
| Tatra 147                                    |         |             | těžký třínápravový sklápěč se zkráceným rozvorem; odvozený z T 111                                            |
| Tatra 148                                    |         | 1972–1982   | nákladní automobil třínápravový, nosnost 12 t; vylepšená T 138                                                |
| Tatra 157                                    |         |             | prototypy nové řady s trambusovou kabinou                                                                     |
| Tatra 158 Phoenix                            |         | 2011–dosud  | civilní nákladní automobily, podvozek 4×4 až 10×10                                                            |
| Tatra 162                                    |         | 1987        | prototypy nové řady s jednotnou československou kabinou                                                       |
| Tatra 163 Jamal                              |         | 1999–2014   | těžký třínápravový sklápěč s kapotovou kabinou; odvozený z T 815                                              |
| Tatra 165                                    |         | 1994, 1999  | prototypy tahačů 4×4 a 4×2 s trambusovou kabinou                                                              |
| skupina 200: dodávkové a užitkové automobily |         |             | |
| Tatra 201                                    |         | 1949–1951   | prototypy dodávky a sanity, odvozené z T 600                                                                  |
| Tatra Beta                                   |         | 1996–1999   | užitkové automobily podle projektu ze Škody Plzeň                                                             |
| skupina 300: kolejová vozidla                |         |             | |
| Tatra 301                                    |         | 1948–1949   | dvounápravový motorový vůz řady M 131.1, v Kopřivnici vyrobeno 40 vozů, dalších 509 zkompletováno ve Studénce |
| skupina 400: trolejbusy                      |         |             | |
| Tatra 400                                    |         | 1948–1955   | velký třínápravový trolejbus, výroba Smíchov                                                                  |
| Tatra 401                                    |         | 1958        | prototyp nového trolejbusu                                                                                    |
| skupina 500: autobusy                        |         |             | |
| Tatra 500 HB                                 |         | 1950–1957   | malý třínápravový autobus podle projektu Josefa Sodomky, výroba Karosa Vysoké Mýto                            |
| skupina 600: osobní automobily               |         |             | |
| Tatra 600 Tatraplan                          |         | 1948–1952   | osobní automobil střední třídy                                                                                |
| Tatra 601 Tatraplan Monte Carlo              |         | 1949        | dvoudvéřový rallyový automobil; odvozený od T 600                                                             |
| Tatra 602 Tatraplan Sport                    |         | 1949–1952   | sportovní dvousedadlový automobil                                                                             |
| Tatra 603                                    |         | 1955–1975   | reprezentativní osobní automobil s aerodynamickou karosérií                                                   |
| Tatra 604                                    |         | 1954        | prototyp |
| Tatra 605                                    |         | 1956        | sportovní automobil pro výcvik začínajících soutěžních jezdců                                                 |
| Tatra 607 Monopost                           |         | 1950–1957   | závodní automobil                                                                                             |
| Tatra Delfín                                 |         | 1963        | závodní automobil                                                                                             |
| Tatra Baghira                                |         | 1970        | autokrosový speciál                                                                                           |
| Tatra 613                                    |         | 1973–1996   | reprezentativní osobní automobil vyšší střední třídy                                                          |
| Tatra 623                                    |         | 1980–1998   | dvoumístný asistenční a zásahový automobil, odvozený z T 613                                                  |
| Tatra 624                                    |         |             | dvoumístný záchranářský automobil, odvozený z T 613                                                           |
| Tatra Prezident                              |         | 1994        | reprezentativní osobní automobil vyšší střední třídy; prototyp vylepšené T 613                                |
| Tatra 700                                    |         | 1996–1999   | reprezentativní osobní automobil vyšší střední třídy; evoluce T 613                                           |
| skupina 700: agregáty                        |         |             | |
| (zřejmě neobsazeno)                          |         |             | |
| skupina 800: speciální technika              |         |             | |
| Tatra 801                                    |         | 1949        | prototyp obojživelného vojenského osobního vozu                                                               |
| Tatra 803                                    |         | 1950        | prototyp vojenského osobního vozu                                                                             |
| Tatra 804                                    |         | 1951        | prototyp vojenského osobního vozu; vylehčená T 803                                                            |
| Tatra 805                                    |         | 1953–1960   | lehký vojenský víceúčelový automobil                                                                          |
| Tatra 809                                    |         | 1953        | vojenské kolopásové vozidlo, prototyp vlastní konstrukce                                                      |
| Tatra 810                                    |         | 2008–dosud  | střední víceúčelový nákladní automobil, podvozek 6×6 nebo 4×4                                                 |
| Tatra 813                                    |         | 1967–1982   | těžký víceúčelový automobil, podvozek 4×4 až 8×8                                                              |
| Tatra 815                                    |         | 1983–2025   | sjednocená řada civilních a vojenských automobilů, podvozek 4×4 až 12×12                                      |
| Tatra 817                                    |         | 2008-dosud  | víceúčelové logistické vozidlo, podvozek 4×4 až 12×12; evoluce T 815                                          |
| skupina 900: motory                          |         |             | |
| (pouze pro potřeby výrobce)                  |         |             | |

Kromě toho byla řada komponentů Tatra použita ve strojích jiných výrobců:
- Obrněný kolopásový transportér OT-810 i osmikolový OT-64 SKOT používaly díly T 138.
- Samohybná houfnice vz. 77 DANA měla podvozek ze sjednocené řady T 815.
- Sportovní automobil MTX V8 Supertatra měl podvozek z limuzíny T 613.
- Obrněné kolové vozidlo Nexter Titus používá podvozek Tatra 815-7.
- atd.

### Motorové vozy
| Řada    | Výroba v letech | Zdroj  |
| ------- | --------------- | ------ |
| M 11.0  | 1928–1932       | [ 29 ] |
| M 21.0  | 1935            | [ 29 ] |
| M 120.2 | 1928–1929       | [ 29 ] |
| M 120.3 | 1928–1930       | [ 29 ] |
| M 120.4 | 1930–1935       | [ 29 ] |
| M 130.0 | 1927            | [ 29 ] |
| M 130.2 | 1933–1937       | [ 29 ] |
| M 130.3 | 1934–1946       | [ 29 ] |
| M 130.4 | 1938–1942       | [ 29 ] |
| M 131.1 | 1948–1956       | [ 29 ] |
| M 140.1 | ?               | [ 29 ] |
| M 140.4 | 1935            | [ 29 ] |
| M 220.2 | 1927            | [ 29 ] |
| M 220.3 | 1928–1929       | [ 29 ] |
| M 221.2 | 1930            | [ 29 ] |
| M 230.0 | 1926            | [ 29 ] |
| M 231.0 | 1930            | [ 29 ] |
| M 251.0 | 1929            | [ 29 ] |
| M 251.1 | 1931            | [ 29 ] |
| M 290.0 | 1936            | [ 29 ] |

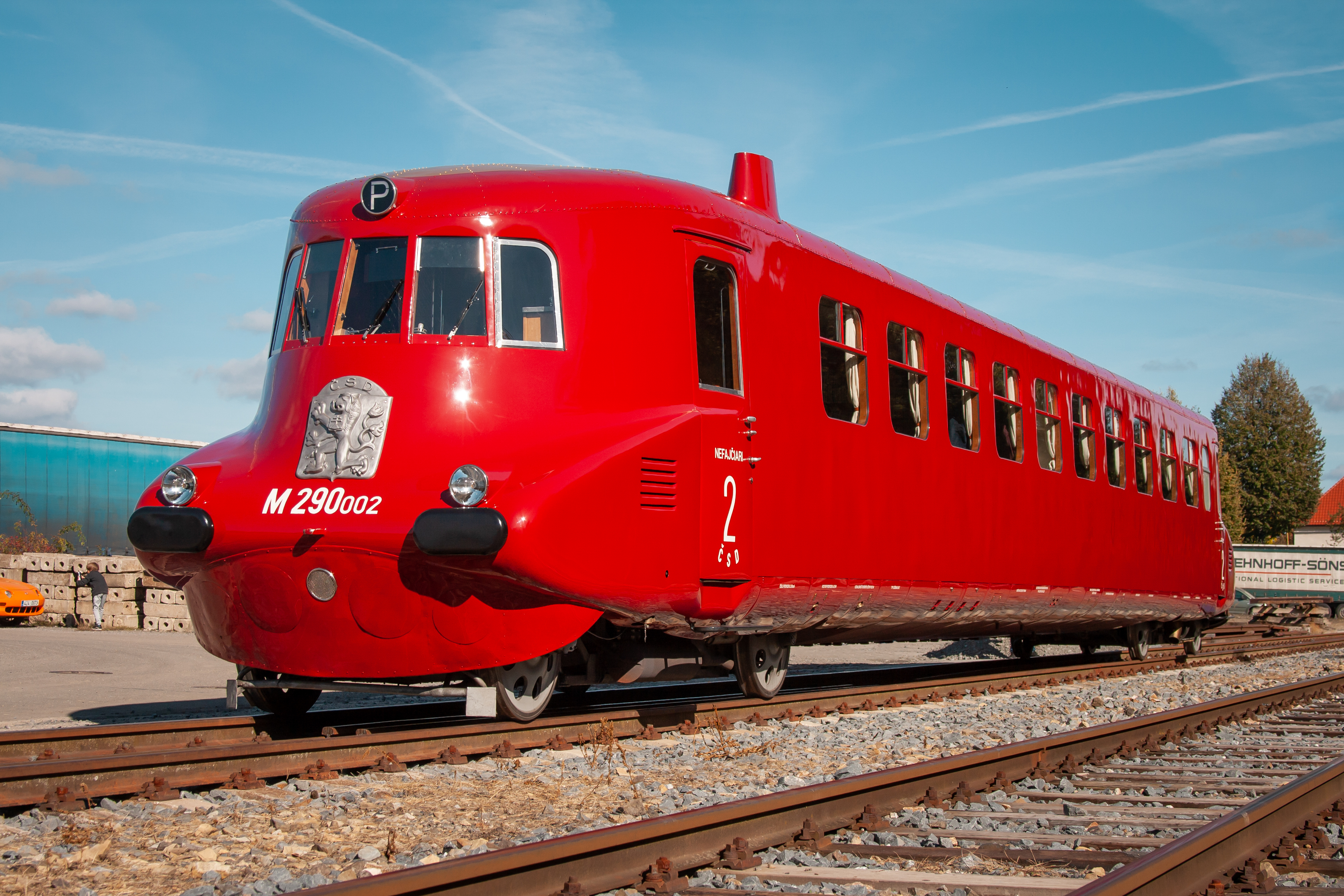
Motorový vůz M 290.0 (Slovenská strela)
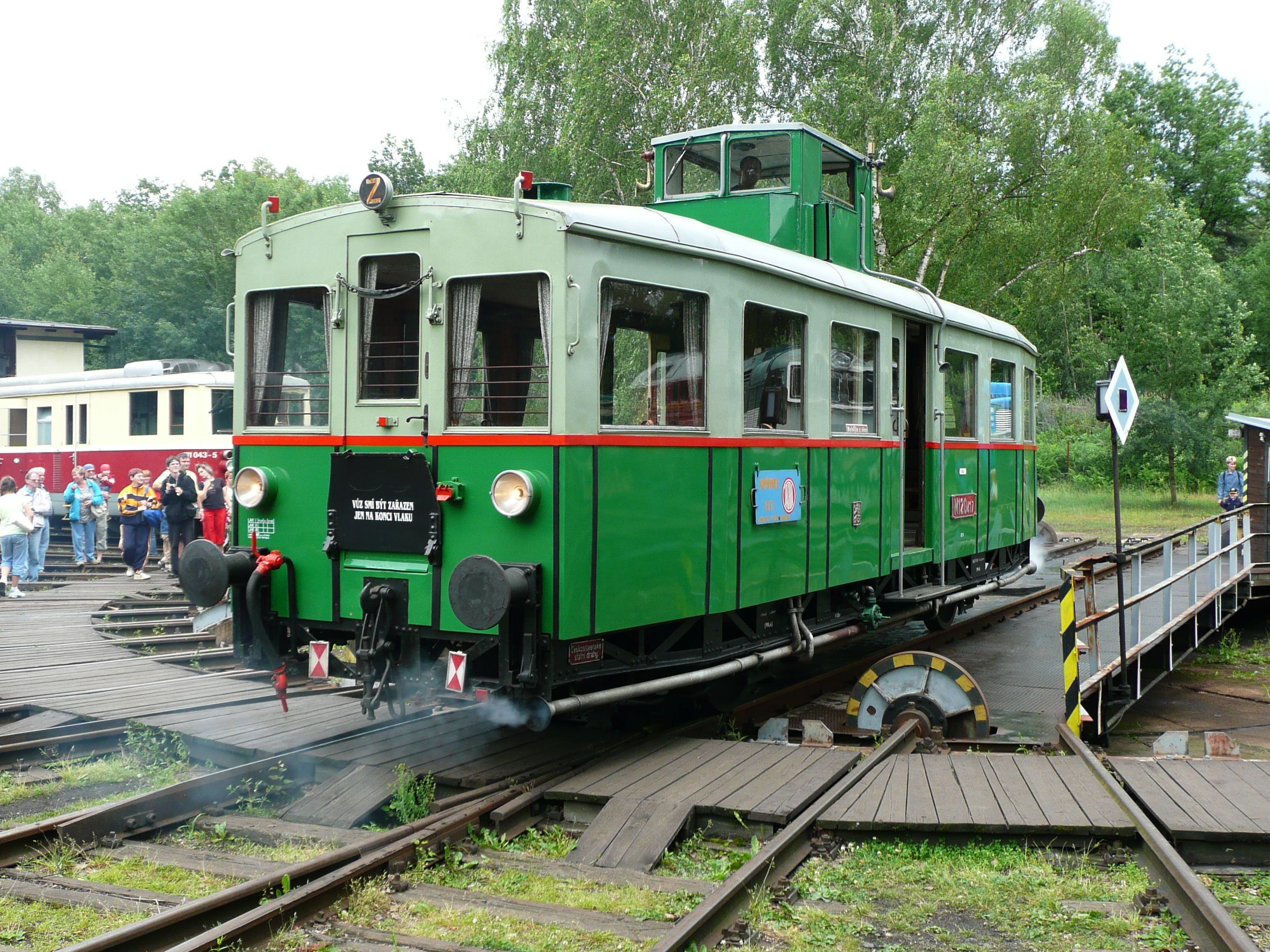
Motorový vůz M 120.4
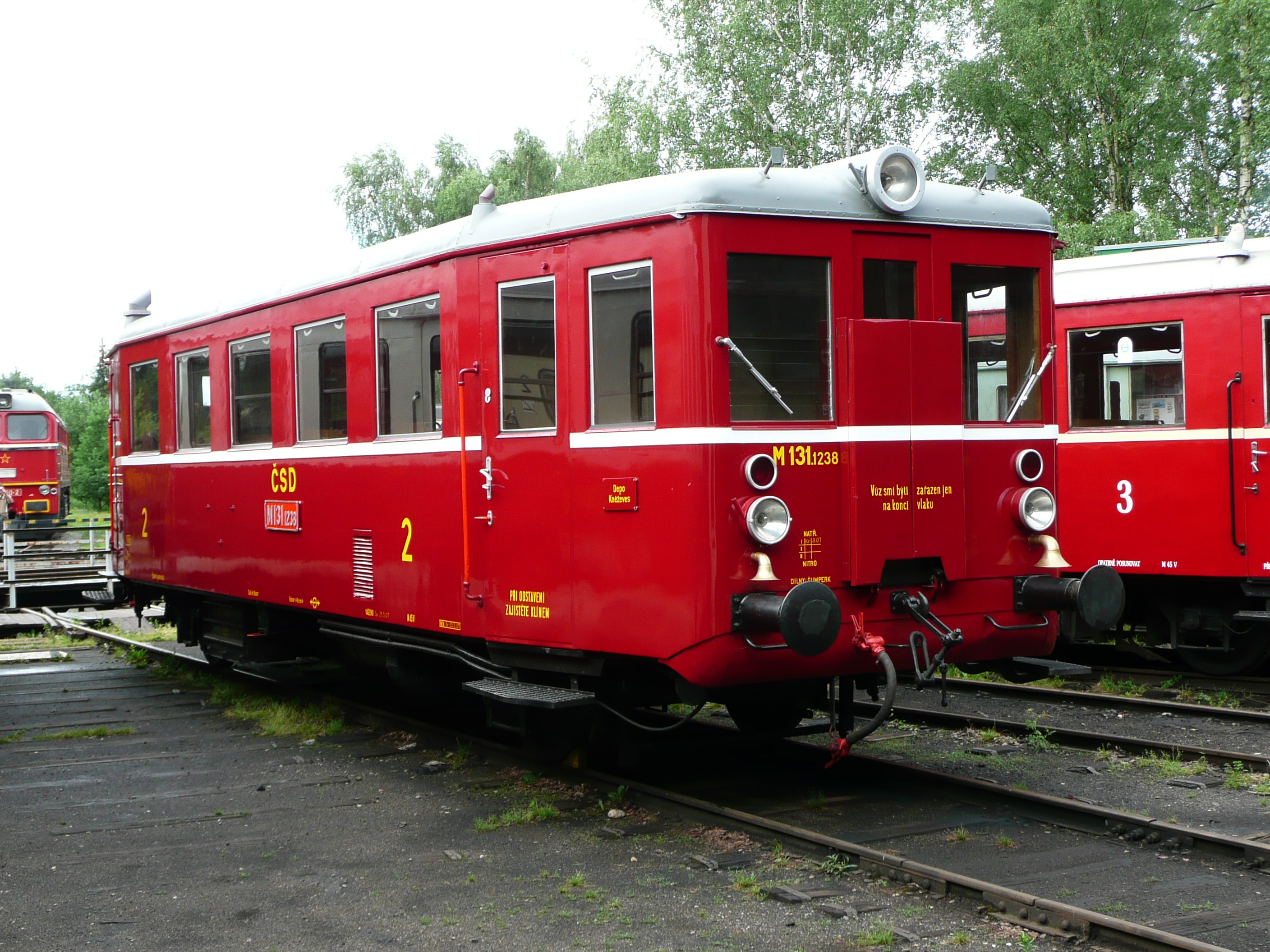
Motorový vůz M 131.1

### Tramvaje
- otočné podvozky typu PCC
- zúžená čela
- jednosměrný provoz
- možnost spojit dvě tramvaje do soupravy řízené jen jedním řidičem
- regulace proudu zrychlovačem
- rovná podlaha ve výši 0,9 metru nad kolejnicemi
- přehledné uspořádání sedadel, hodně místa k stání

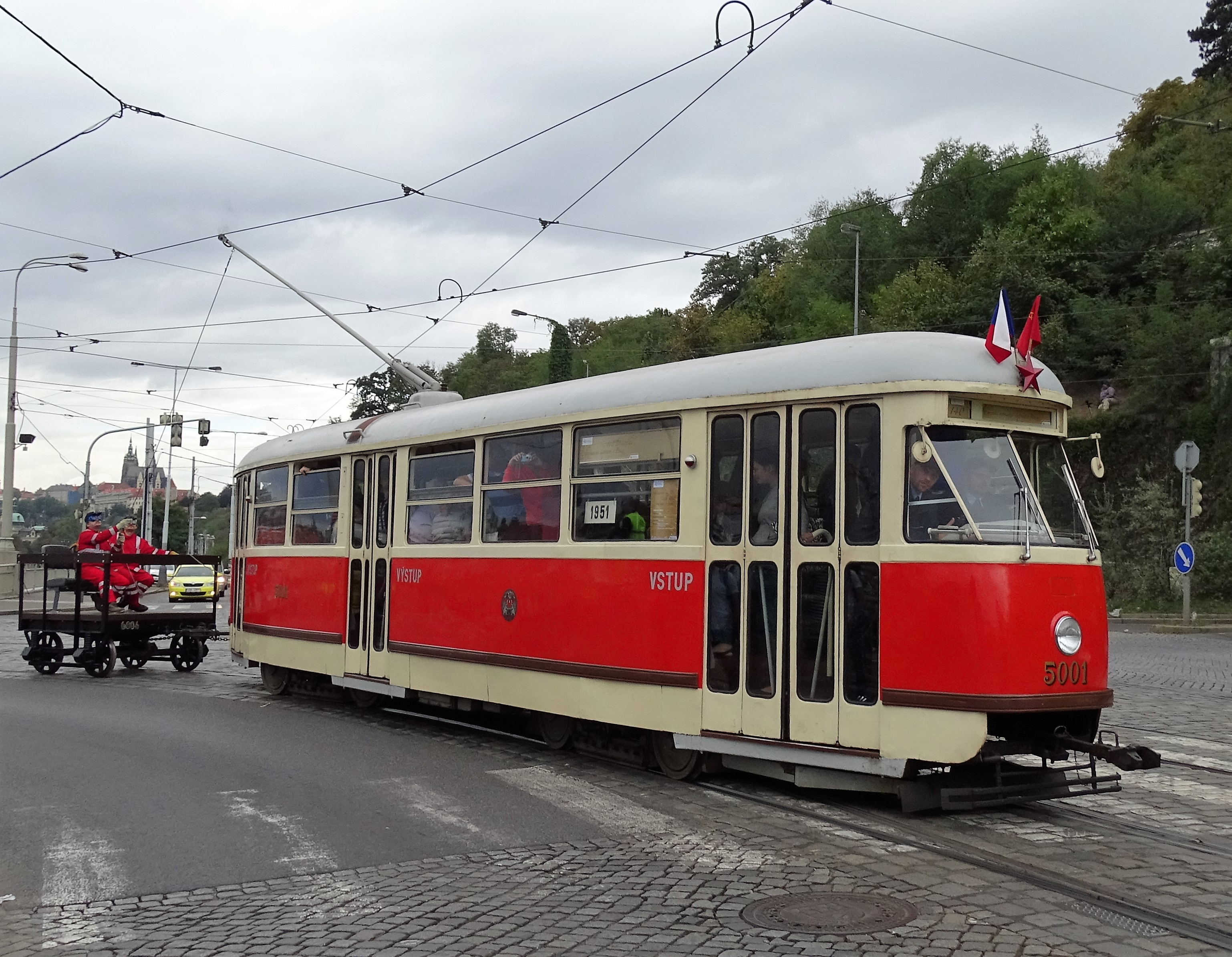
Tatra T1
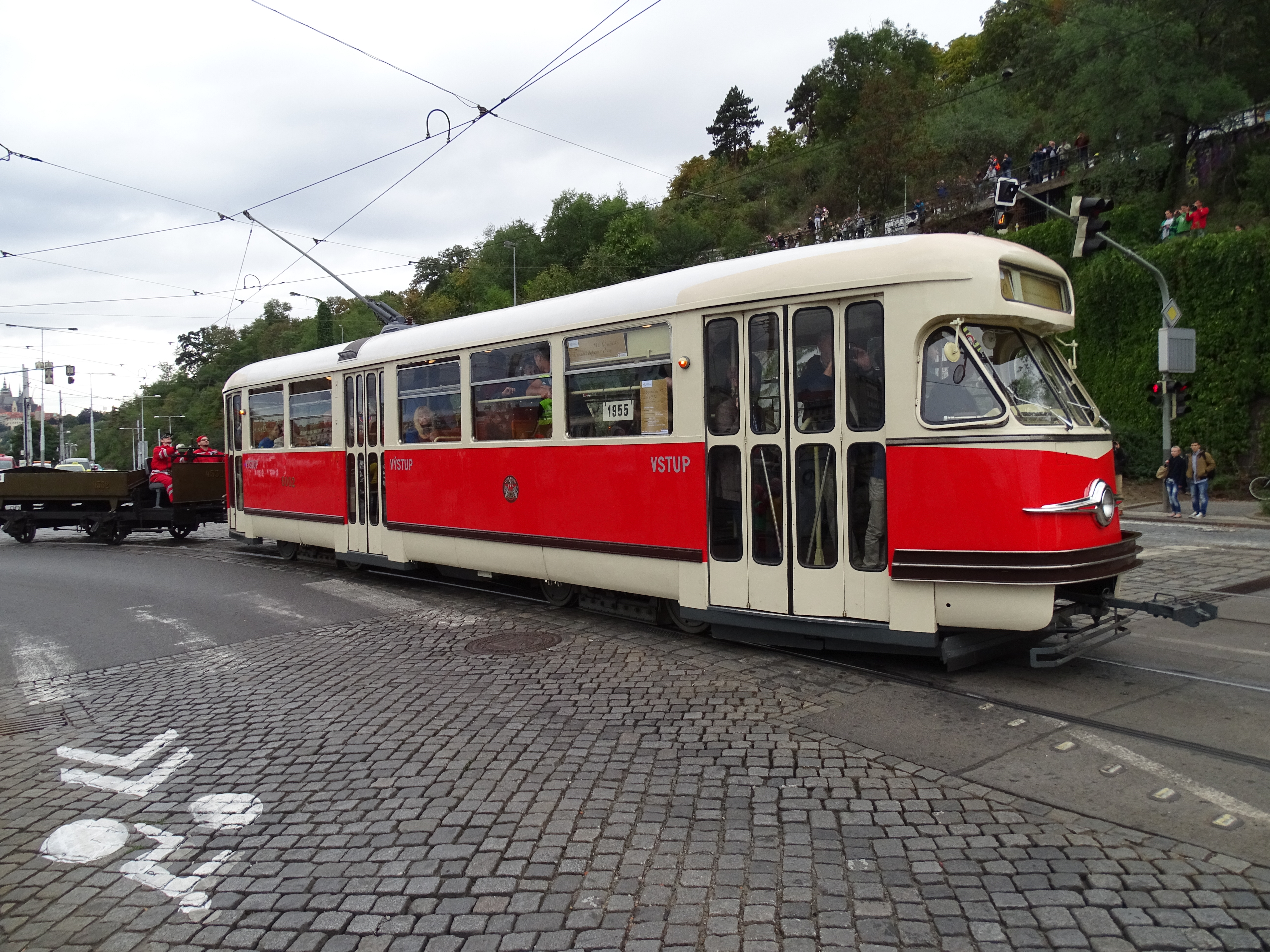
Tatra T2
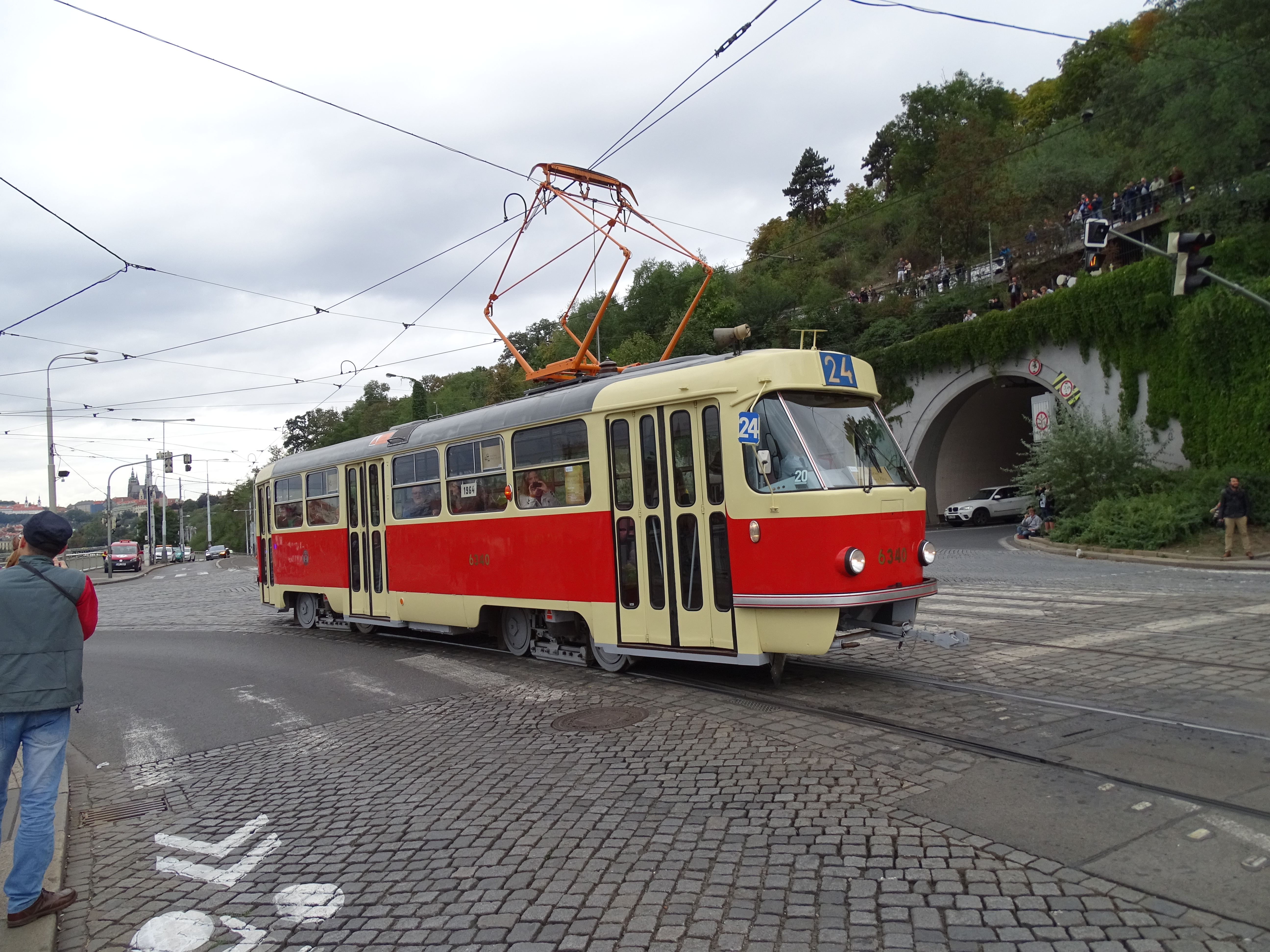
Tatra T3
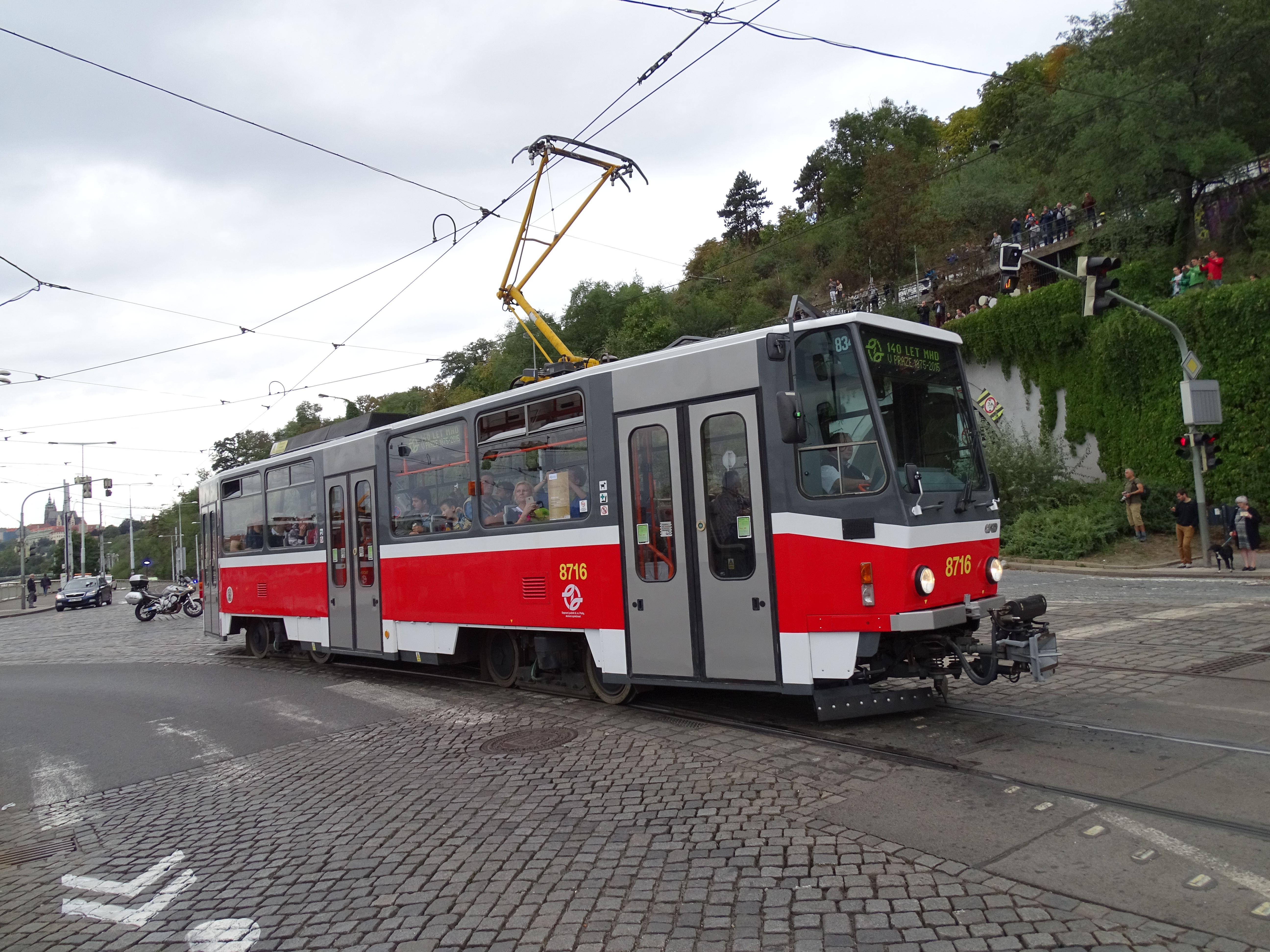
Tatra T6A5
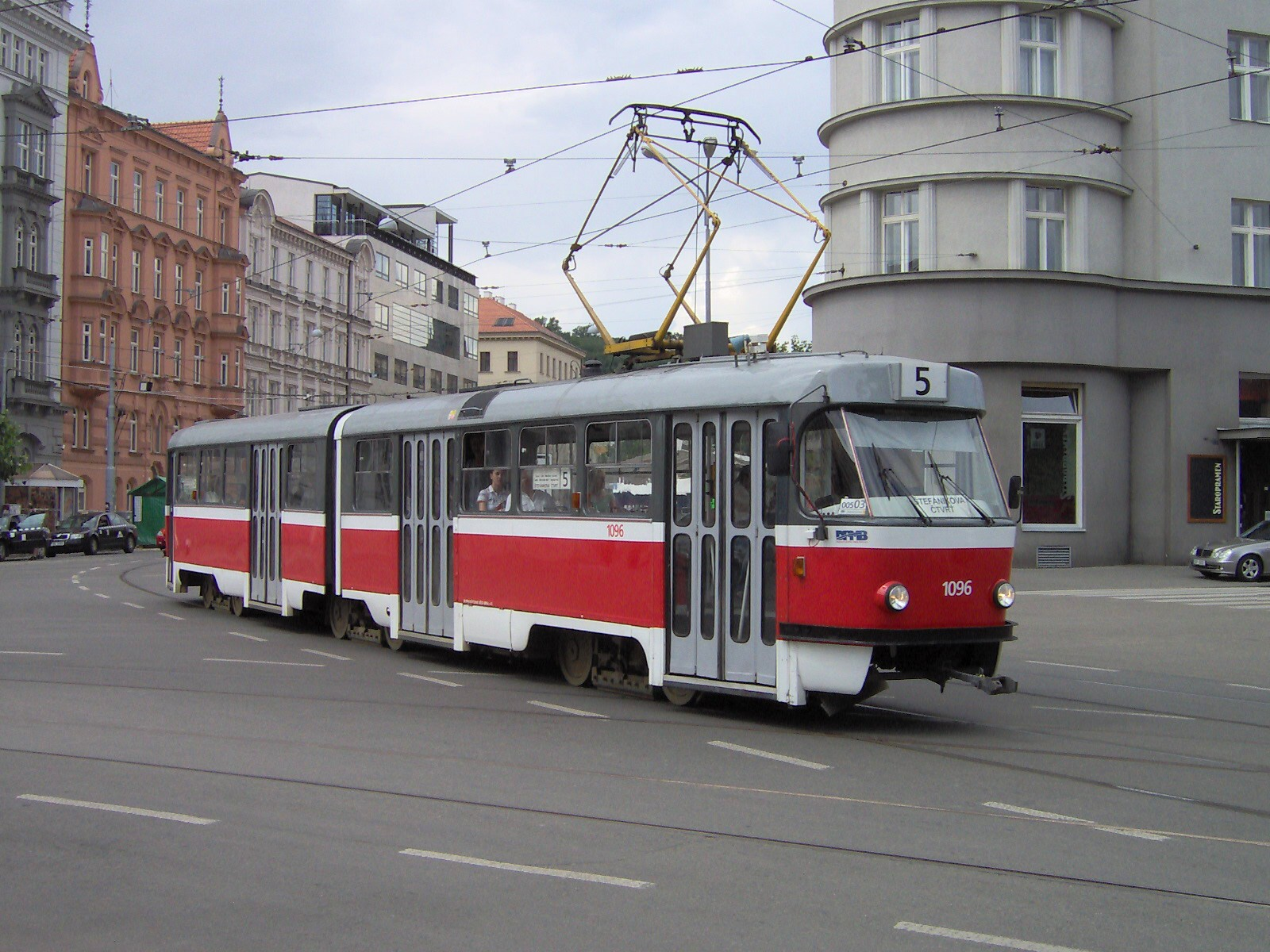
Tatra K2
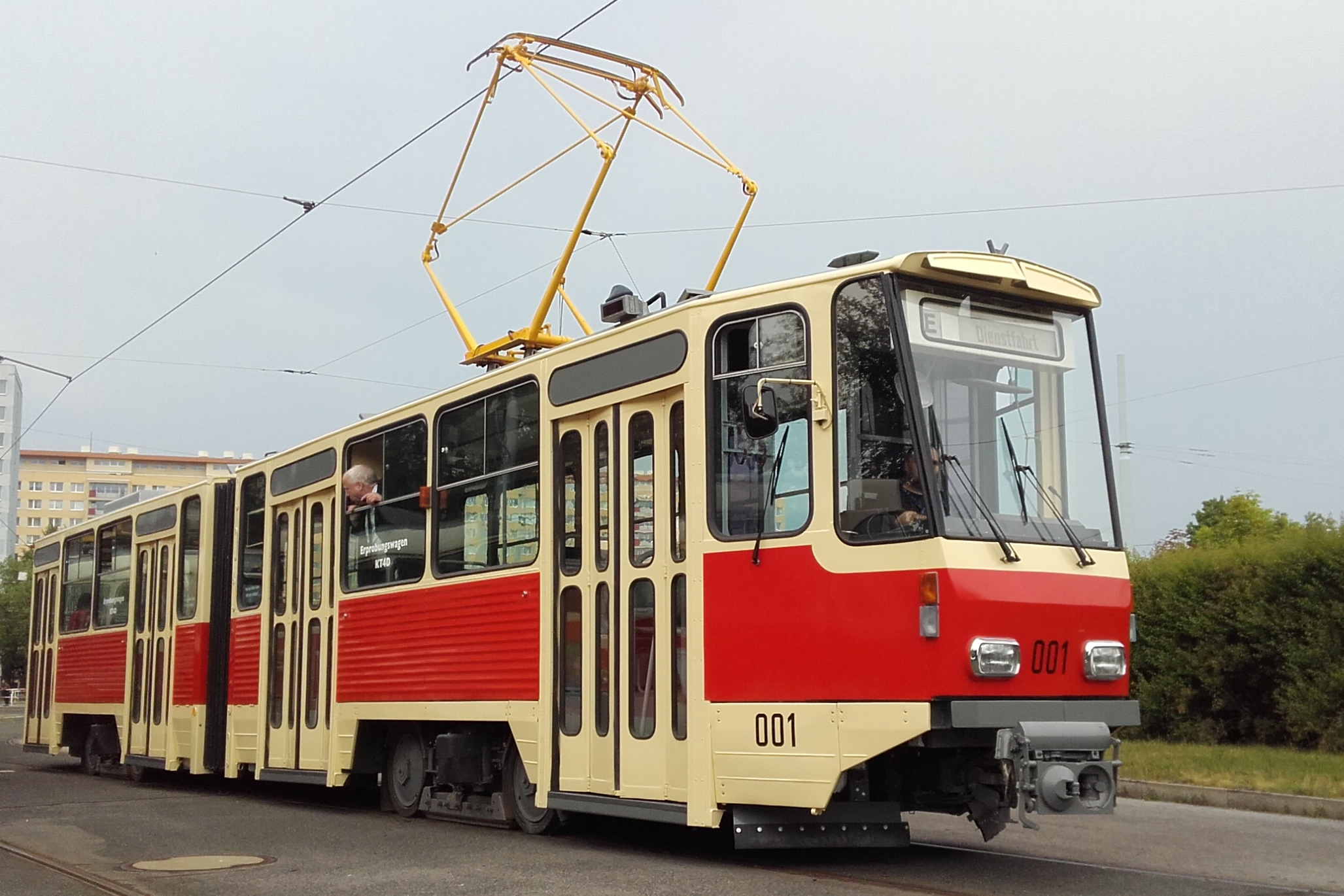
Tatra KT4
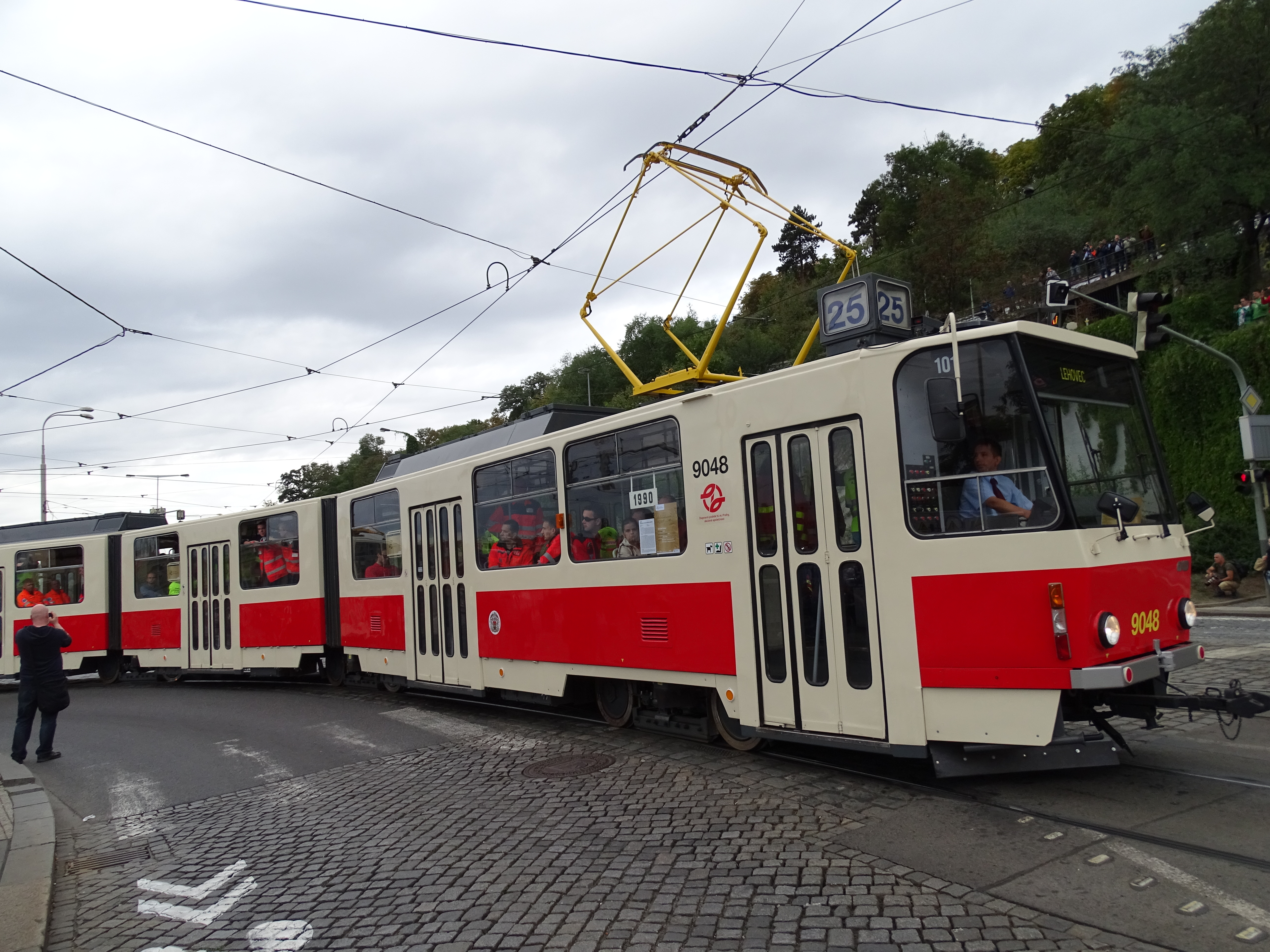
Tatra KT8D5

### Prodané vozy Tatra
| Rok        | 2013 | 2017 | 2018 | 2019 | 2020 | 2021 |
| ---------- | ---- | ---- | ---- | ---- | ---- | ---- |
| Počet vozů | 722  | 1338 | 841  | 1283 | 1186 | 1277 |

## Tatra na Rallye Dakar

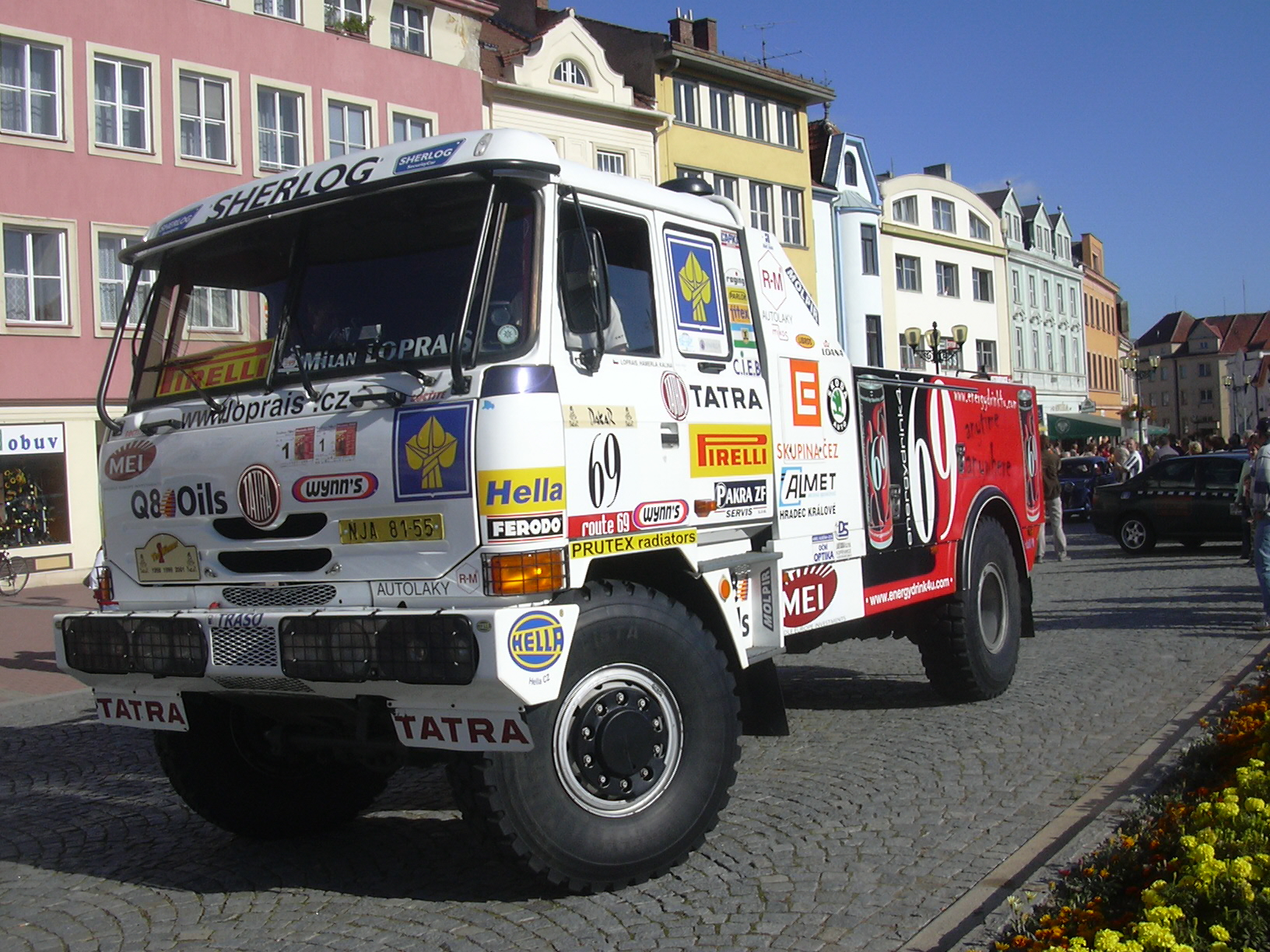
Tatra vítězná 1998,1999,2001 Karla Lopraise

Automobily Tatra se ve světě proslavily i díky sportovním úspěchům a také cestovatelům Jiřímu Baumovi s T-12, T-54 a T-72 a především Jiřímu Hanzelkovi a Miroslavu Zikmundovi, kteří uskutečnili své cesty s T-87 a T-805, později i studentské expedici Lambaréné s T-138. Nákladní vozy později i díky úspěchům v soutěžích rallye, zejména v té nejtěžší – Rallye Dakar, které se poprvé zúčastnily v ročníku 1986. Zasloužil se o to především legendární pilot Karel Loprais, který z 19 startů v této soutěži v letech 1986–2006 šestkrát zvítězil, čtyřikrát dojel na druhém místě, jednou třetí, dvakrát čtvrtý, jednou sedmý. Jako v té době bezkonkurenčně nejúspěšnější účastník tohoto závodu v kategorii kamiónů si v roce 1994, kdy skončil 6. ve společné kategorii auto-camion vysloužil přezdívku Monsieur Dakar.
Po zranění Karla Lopraise a odstoupení v ročníku 2006 jej v následujícím roce za volantem vystřídal jeho synovec Aleš Loprais, který hned při svém premiérovém startu za volantem získal 3. místo v konečném pořadí kategorie kamiónů (roku 2006 byl navigátorem posádky strýce).
V současné době TATRA TRUCKS oficiálně spolupracuje s týmem BUGGYRA a podporuje vybrané privátní týmy, jejichž vozový park vychází z vozů Tatra.
TATRA BUGGYRA RACING v roce 2016 poprvé nasadila závodní vozidlo T158 Phoenix, které mělo za úkol především otestovat novinky v koncepci. V rámci Rally Dakar 2016 však jako nejlepší česká posádka Jaroslav Valtr, Josef Kalina a Jiří Stross obsadila vynikající celkové osmé místo mezi kamiony. Upravený stejný vůz G2 dovedla na 7. místě v ročníku 2017 posádka Aleš Loprais, Jan Tománek a Jiří Stross, zatímco nový G3 s posádkou Kolomý, Kilián, Kilián skončil patnáctý.
TATRA TRUCKS si v roce 2016 připomněla 30. výročí prvního startu vozidel Tatra na dálkových soutěžích a vydala u této příležitosti knihu Tatra v hlavní roli autorů M.Olšanského a R.Smolky, která popisuje bohatou historii závodní i doprovodné techniky značky Tatra. Druhé, doplněné vydání je na trhu od listopadu 2016.
Účast v Rallye Dakar a podobných soutěžích přispívá ke zkoušení agregátů a komponent v extrémních podmínkách a pomáhá tak následně zdokonalovat i sériovou výrobu.
Nejúspěšnější piloti vozů Tatra: Karel Loprais (6× zlato – 1988, 1994, 1995, 1998, 1999, 2001, 4× stříbro – 1987, 1996, 2000, 2002, 1× bronz – 1992, 2× čtvrtý – 1990, 1991, sedmý 2004); Ing. Tomáš Tomeček (1× stříbro – 2003, 1× bronz – 1999, 1× čtvrtý 2000, šestý 2004, desátý 2002, jedenáctý 2007, 16. a nejlepší asistence 2021, jako navigátor byl členem vítězné 1995 a stříbrné 1996 Lopraisovy posádky); Zdeněk Kahánek (1× bronz – 1990, pátý 1991, devátý 1992, osmnáctý 1987); Vlastimil Buchtyár (1× bronz – 1995, osmý 1992, desátý 1993); Ladislav Fajtl (1× bronz – 1996); Milan Kořený (1× bronz – 1998, čtvrtý 1996); Aleš Loprais (1× bronz – 2007, pátý 2019, šestý 2013 a 2014, sedmý 2017); André de Azevedo (BRA) (čtvrtý 2006, pátý 2007, šestý 2004 a 2009, osmý 2012, podle výsledkových listin i stříbro 2003 a bronz 1999 a desátý 2002, jelikož byl uveden jako řidič při registraci, byť řídil Tomeček); Martin Kolomý pátý 2013, sedmý 2012 a 2015, 11. 2018, 15. 2017 a 17. v ročníku 2016; Bedřich Sklenovský šestý 2000; Jaroslav Valtr osmý 2016; Patrice Garrouste (F) 9. v ročníku 2020; Ignacio Casale (Ch) 9. v ročníku 2021; Martin Šoltys 10. v 2021, 11. v 2020 a 12. v ročníku 2018; Artur Ardavičus (KZ) jedenáctý 2016; Vaidotas Paskevicius (LT) 12. v závodě 2022 a Tomáš Vrátný 14. v ročníku 2015 a 16. 2016.

## Odkazy

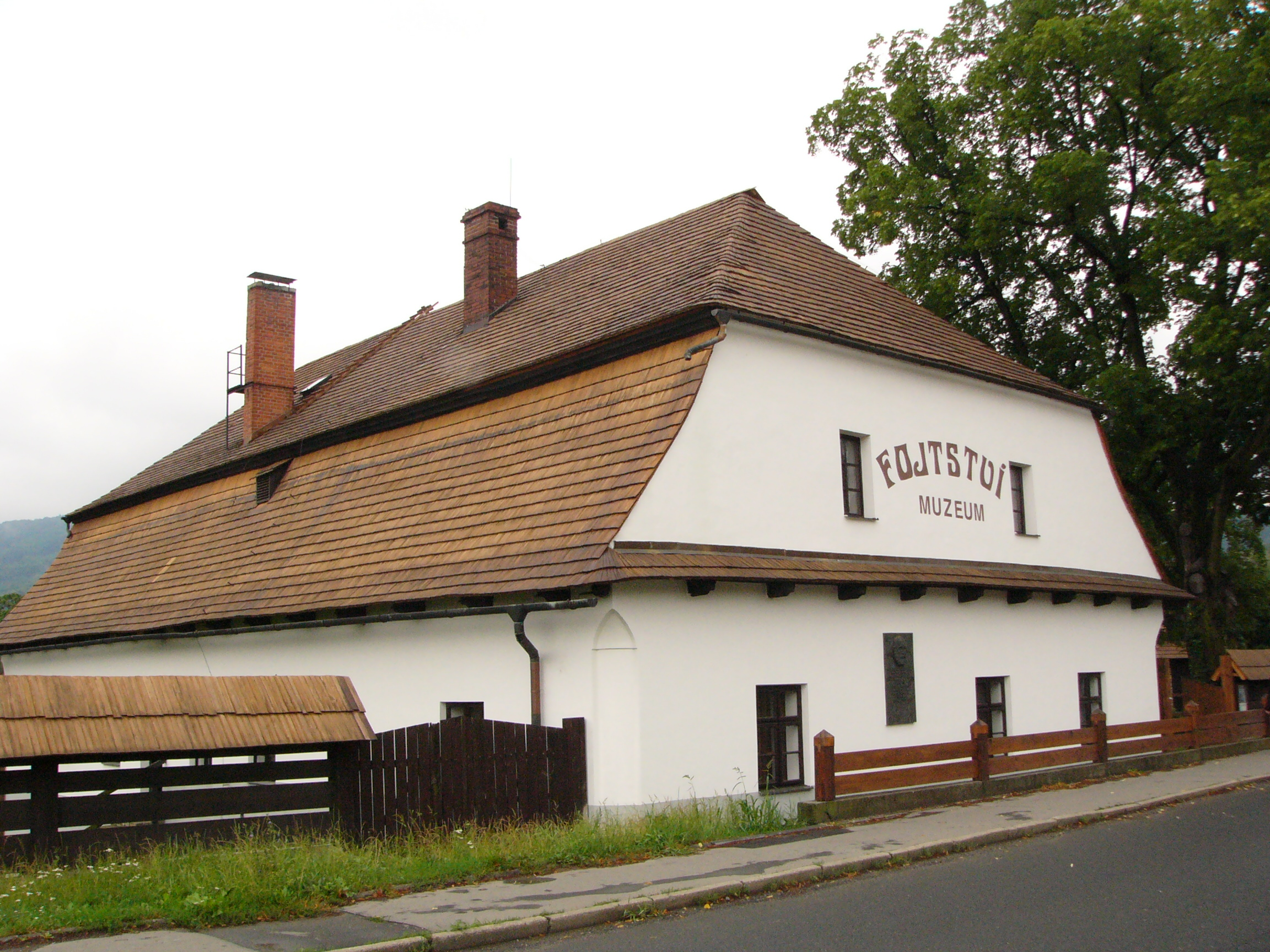
Kopřivnické Muzeum Fojtství s expozicí kočárů, kde I. Šustala začal s tovární výrobou

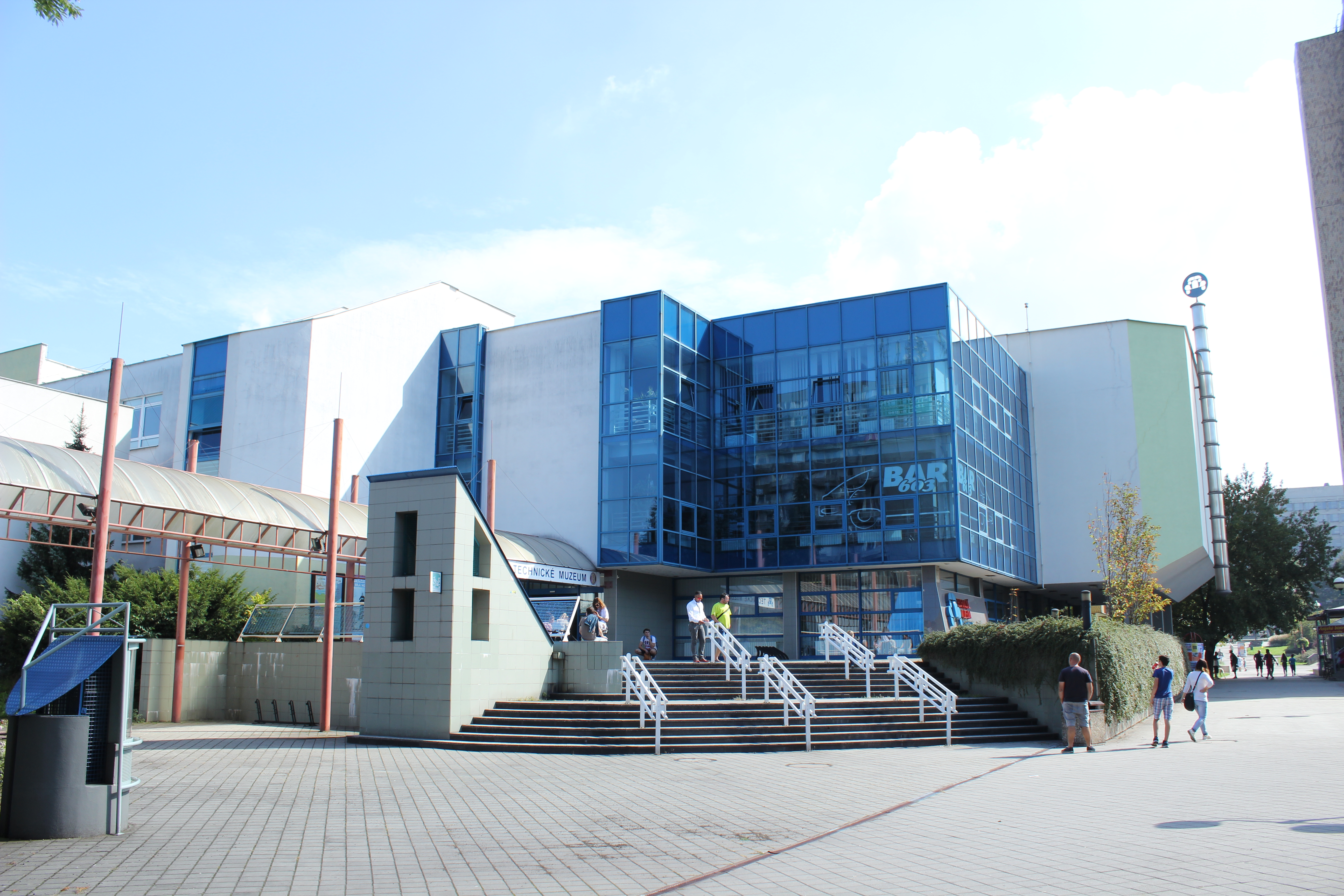
Technické muzeum Tatra v Kopřivnici